# Manduria
Manduria (già Casalnuovo) è un comune italiano di 29 551 abitanti della provincia di Taranto in Puglia.

## Geografia fisica

### Territorio
La città è situata nel Salento settentrionale alle falde delle Murge tarantine a 79 m s.l.m., ma nel territorio è situato anche il monte Bagnolo, al confine col comune di Sava. Il territorio si estende inoltre su una fascia costiera lunga 18 km, tramite alcune frazioni. In esso scorre il fiume Chidro, uno dei più importanti fiumi del Salento, che oltre ad essere un sito di importanza comunitaria è compreso nella riserva naturale regionale orientata del Litorale Tarantino Orientale. Presso la frazione di Borraco scorre anche il fiume Borraco.

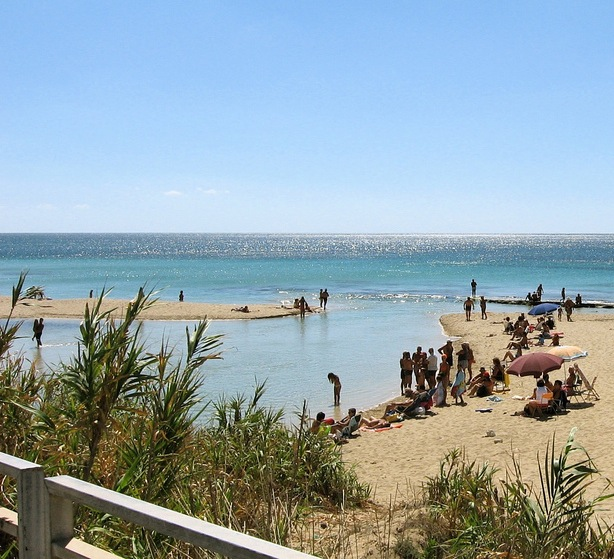
Fiume Chidro, foce con bagnanti

### Clima
La città di Manduria sorge in una fertile piana che si estende ad est sino alla cittadina di Oria e ad ovest verso le basse colline del "Diavolo" che fungono da spartiacque tra il microclima costiero e quello più continentale dell'entroterra. Il "Monte dei Diavoli" ("Lu monti ti li tiàuli" in salentino settentrionale) è il più alto del territorio coi suoi 117 m dal livello del mare.
La temperatura media annua si attesta sui 16,5-16,7 °C. D'inverno non sono rari episodi di gelo notturno specie durante periodi anticiclonici, d'estate sovente il termometro può superare i 40° con picchi eccezionali di 43°-44° quando si verificano caldi e secchi venti settentrionali.
La piovosità media nel periodo 1961-1990 è stimata in 610 millimetri, la nevosità fra 3 e 4 centimetri annui.
Il 28 ottobre 2018, intorno alle ore 20:00, una tromba d’aria di grado compreso tra EF0 e EF1 si è abbattuta nel comune recando ingenti danni a case, chiese e auto, facendo volare alberi e creando parecchio disagio tra i cittadini.

## Origini del nome
Manduria si è denominata "Casalnuovo" dalla sua ricostruzione nell'XI secolo sino al 1789, quando fu ripreso il nome della città antica.
Il toponimo è di origine messapica e vi si riconosce la radice indoeuropea mando- "cavallo". Va confrontato con il sanscrito mandurắ "recinto, stalla per cavalli" e non si può escludere un significato analogo per Manduria. Sicuramente l'allevamento dei cavalli era particolarmente diffuso nel Salento antico, dove era oggetto di venerazione Iuppiter Menzana (un Giove-padre cui erano sacrificati cavalli). A quest'ambito si può forse ricondurre il nome di un altro centro abitato salentino, Cavallino.
Le prime attestazioni del toponimo si trovano in Tito Livio (Ab Urbe condita, XXVII, 15) e in Plinio il Vecchio (Naturalis historia, II, 26). Nella Tabula Peutingeriana è riportato come Manduris, mentre la forma greca è Μανδὐριοη.

## Storia
Fondata dai Messapi, porta ancora numerose testimonianze del suo antico passato, tra le quali le mura megalitiche, circondate dai resti del fossato che circondava la città, e la necropoli. Affrontò varie guerre con la vicina Taranto, durante una delle quali trovò la morte Archidamo III nel 338 a.C., re di Sparta, alleato dei Tarantini.

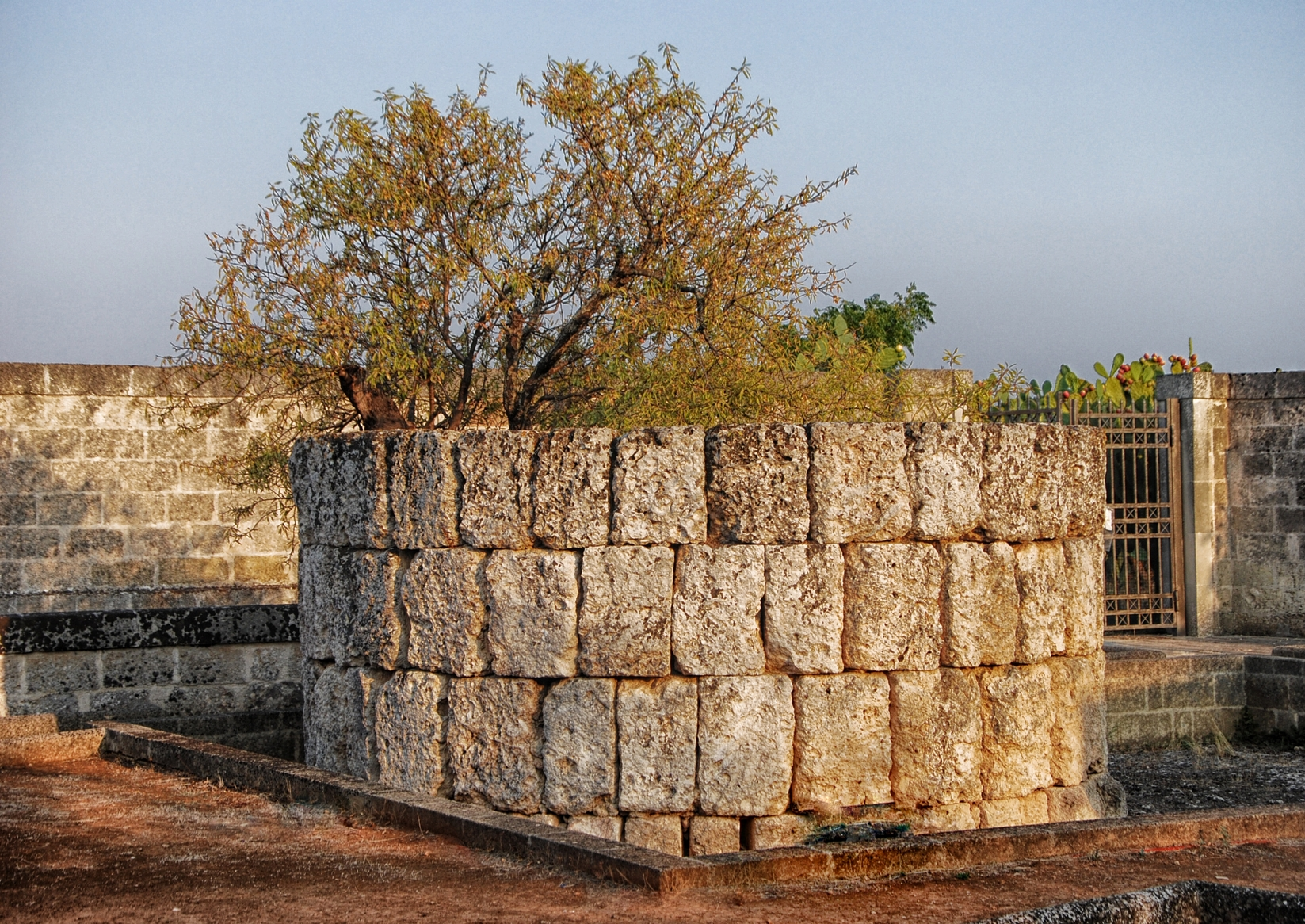
La parte del Fonte Pliniano posta più in superficie, con il mandorlo, ritratta anche nello stemma cittadino

Manduria intorno al 266 a.C. entrò a far parte dei domini di Roma assieme agli altri centri messapici del Salento, a seguito della presa di Brindisi. Durante la discesa di Annibale in Italia, Manduria si schierò tra le città ribelli a Roma e per questo la repressione fu molto dura: le fonti storiche riferiscono della deportazione di migliaia di uomini (Q. Fabius consul oppidum in Sallentinis Manduriam vi cepit. Ibi ad tria milia hominum capta et ceterae praedae aliquantum).
Per Manduria passava la via Traiana Sallentina o via Sallentina, strada romana che iniziava dalla via Appia nei pressi di Taranto, giungeva a Manduria e si dirigeva ad Avetrana, Nardò, Alezio, Ugento per terminare ad Otranto. Era larga almeno 4 metri e lastricata. Sulla Tabula Peutingeriana oltre al tracciato si leggevano anche le distanze in miglia: «Taranto XX Manduris XXIX Neritum» (20 miglia tra Taranto e Manduria e 29 miglia tra Manduria e Nardò).
Distrutta nei secoli successivi dai Saraceni, venne rifondata nell'XI secolo con il nome di Casalnuovo, occupando solo parzialmente la vecchia città di Manduria ed espandendosi verso occidente, lasciando inedificata la zona orientale già destinata all'antica necropoli.
La cittadina di Casalnuovo in Terra d'Otranto fu infeudata alla famiglia Hugot (dal 1339), alla quale successero i De Tremblay
(XV secolo) e quindi i De Raho, i Montefuscoli, i Dentice, i Castromediano, i Bonifacio, i Borromeo, i Chyurlia ed infine gli Imperiali di Francavilla, che la tennero sino alla fine del secolo XVIII.
Con decreto reale del 17 novembre 1789 Ferdinando I di Borbone, re delle Due Sicilie, le restituì il suo antico nome di Manduria. Il 14 febbraio 1895 Umberto I re d'Italia, concesse al comune di Manduria il titolo di città. Lo stesso anno il comune deliberava che una lapide murata sotto l'arco di Porta Napoli ricordasse le date memorabili della città.

### Simboli
Lo stemma è stato concesso con regio decreto del 14 febbraio 1895.
La sua blasonatura araldica è la seguente:

Gonfalone comunale

Il gonfalone, concesso con regio decreto del 30 ottobre 1924, è un drappo partito di bianco e di verde.
La bandiera è un drappo partito di bianco e di verde.

## Monumenti e luoghi d'interesse
Manduria si fregia del titolo di Città d'Arte, conseguito con determinazione dirigenziale regionale n.24 del 15 03.2018 che ha riconosciuto il possesso dei requisiti stabiliti nelle linee guida approvate con deliberazione di Giunta Regionale n.1017 del 19.05.2015.

### Centro storico

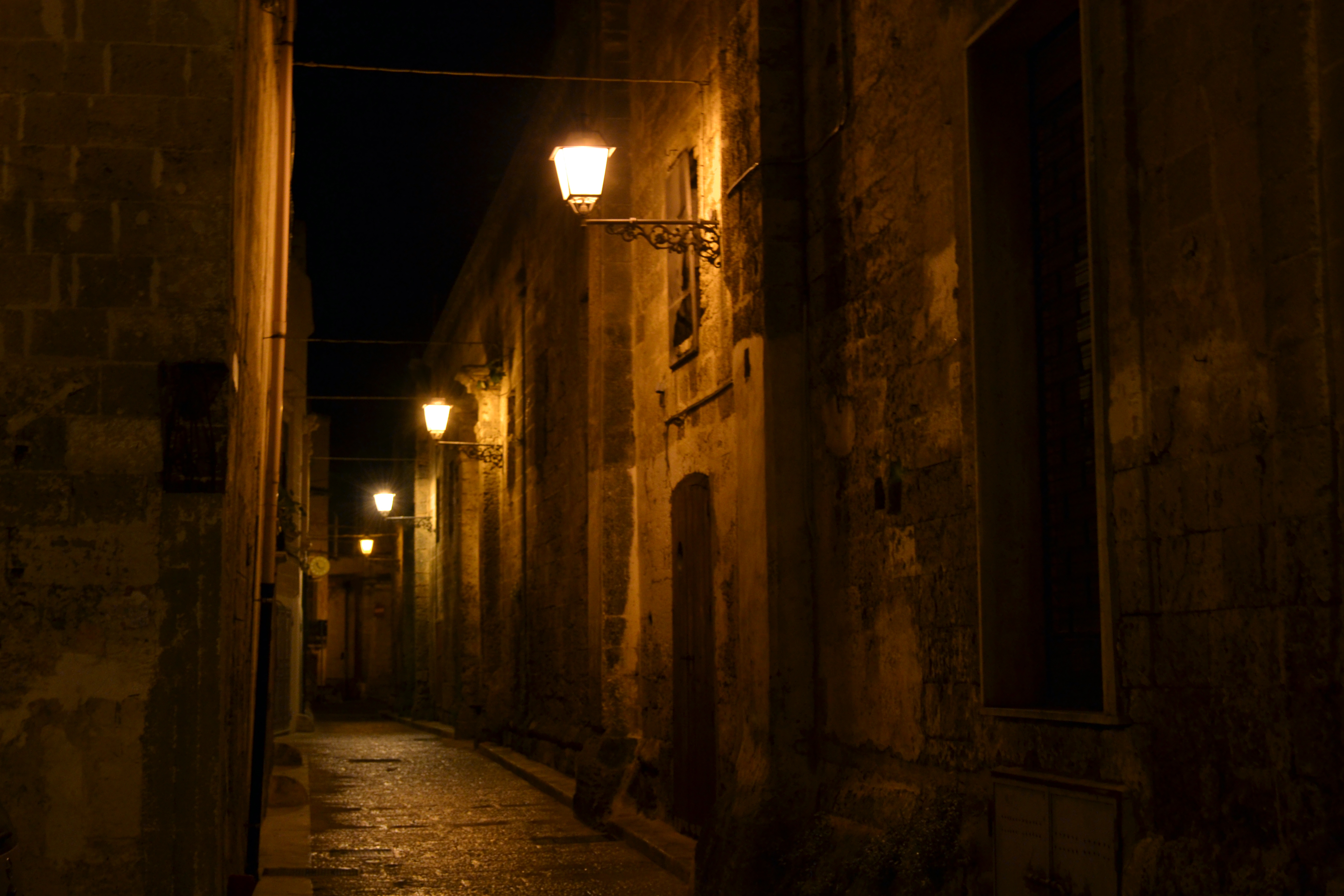
Scorcio del centro storico.

Il centro storico di Manduria si sviluppa in una serie di stradine strette e contorte. Tra i monumenti principali che si trovano in questa area vi sono la chiesa collegiata romanica (meglio conosciuta come chiesa Madre), il ghetto ebraico di epoca medievale, la torre dell'orologio, palazzi gentilizi costruiti in varie epoche e tratti dell'antica cerchia muraria messapica.
Recentemente alcuni scavi hanno portato alla luce tombe, vasi e monete del periodo romano; ciò è accaduto anche altre volte vista la storia millenaria della città.

### Architetture religiose

#### Chiesa Madre (XV secolo)

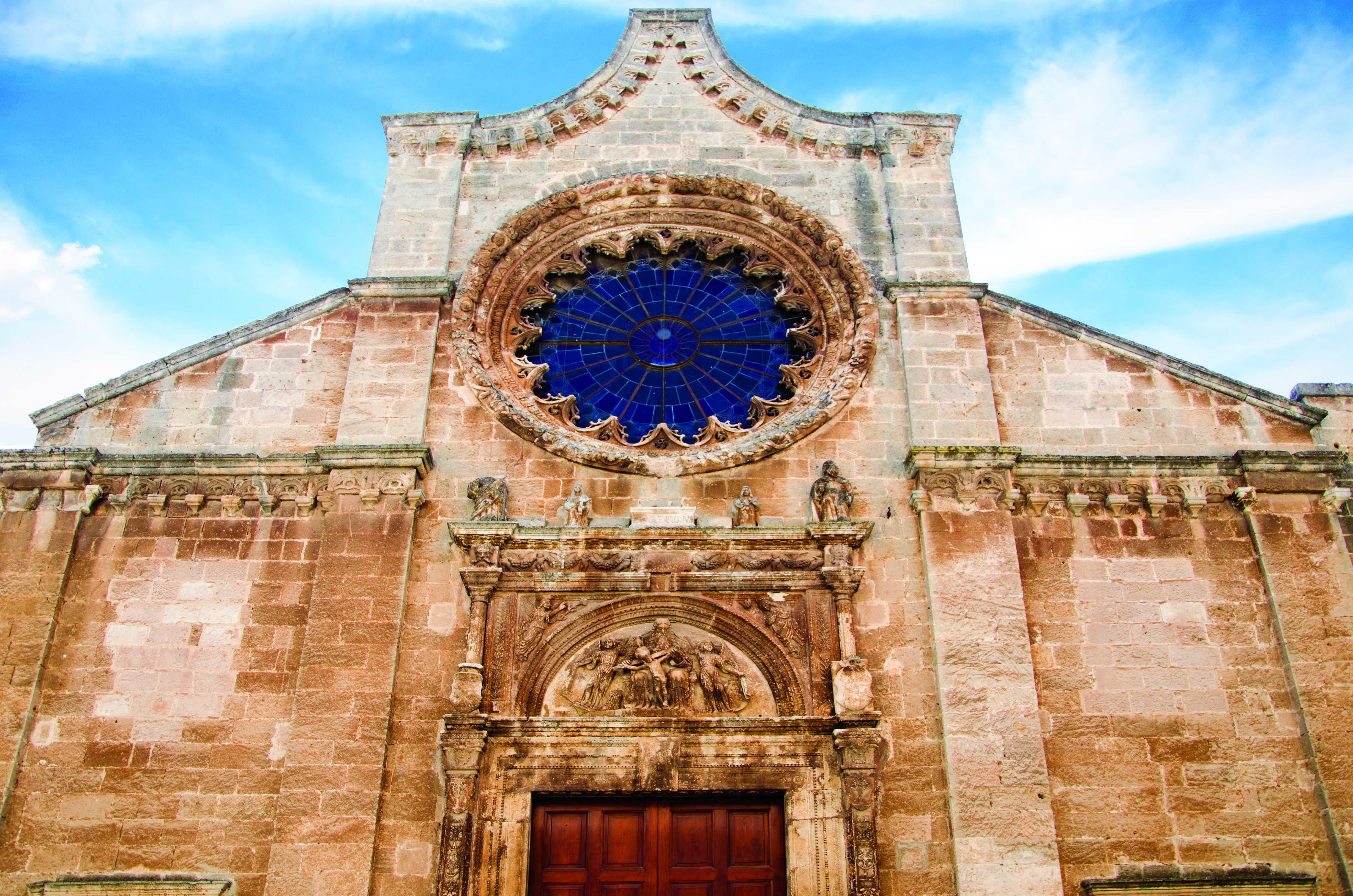
Facciata della Chiesa Madre

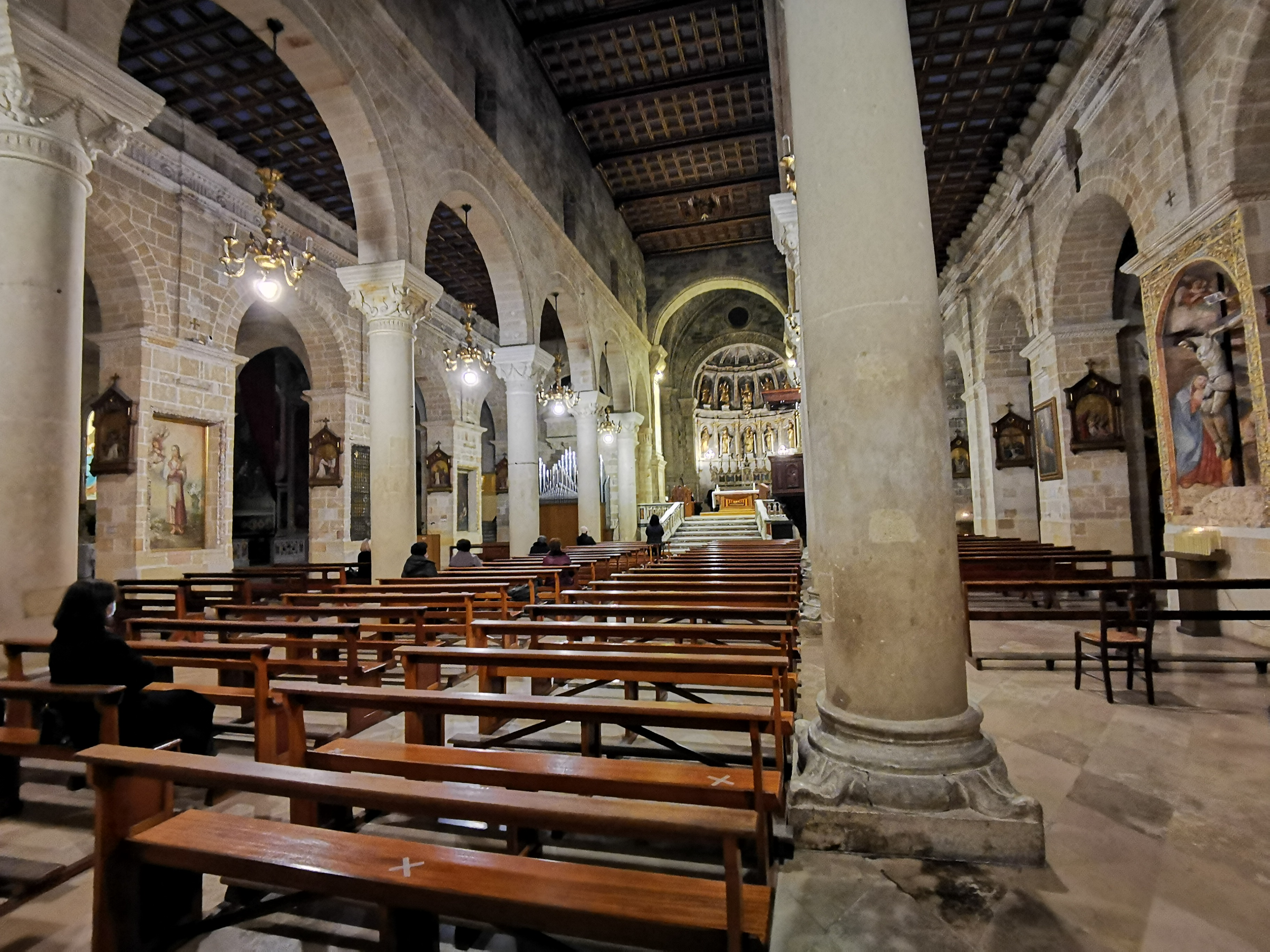
Interno della Chiesa Madre

Esempio di architettura religiosa pugliese che, all'evidente impianto romanico, fonde influssi ed elementi tardo-gotici e catalaneggianti. L'edificio fu realizzato nello stesso luogo dell'antica chiesa medievale, molto più piccola, limitata quasi soltanto allo spazio dell'attuale presbiterio. A questa chiesa precedente appartenevano i due leoni stilofori oggi collocati ai lati del Portale; la loro fattura lascia immaginare l'importanza di quello che dovette essere un piccolo-grande gioiello architettonico di molti secoli fa, poi andato perduto. La trasformazione in chiave umanistica inizia a partire dalla seconda metà del XV ed ultimata entro la seconda metà di quello successivo, forse nel 1562. Non si conosce il nome dell'architetto, pur se lo splendido Portale col soprastante rosone della facciata, e il Fonte Battesimale (datato 1534), risultano opera del maestro Raimondo da Francavilla.
L'edificio, di pianta quadrata, si compone di cinque navate, la centrale, col soffitto ligneo a cassettoni restaurato nel 1938, si continua col presbiterio ad un'alta, elegante abside esagonale. La navata centrale è sorretta, come le altre, da colonne che si presentano più alte e possenti terminandosi negli originali capitelli compositi. In coincidenza del presbiterio restano i basamenti di pilastri polistili appartenenti alla chiesa dell'XI secolo. DI particolare interesse sono le volte delle più piccole navate laterali d'influsso catalano ed anche il pulpito ligneo del 1608, indicato fra i monumenti di interesse nazionale.

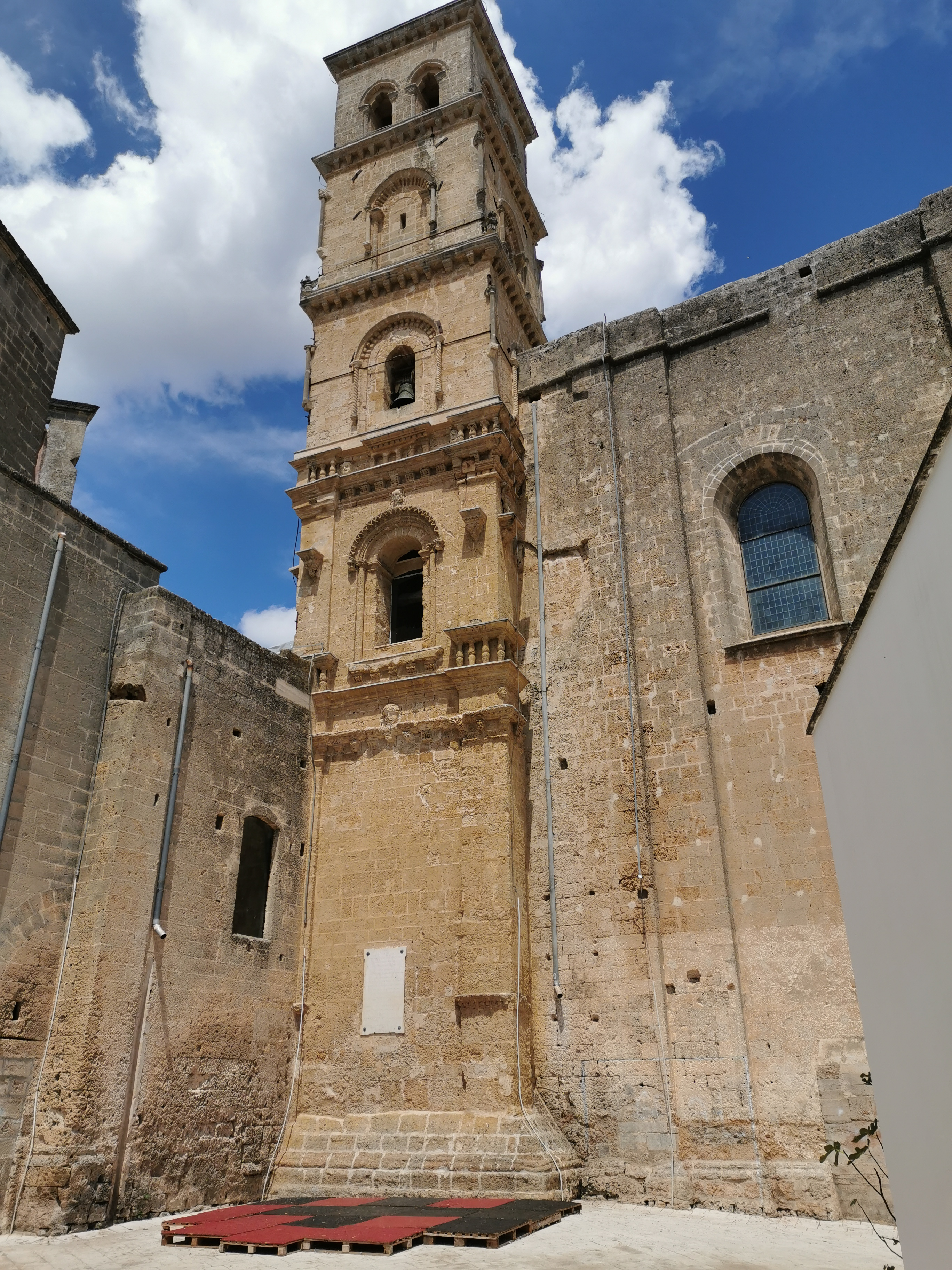
Il campanile della Chiesa Madre

I due "cappelloni" sono dedicati uno al Santissimo Sacramento e l'altro al patrono san Gregorio Magno. Ma l'attenzione si sofferma anche sulla facciata dal frontone cuspidato, con un rosone e il portale sormontato dalla lunetta con l'altorilievo della Trinità cui la chiesa è dedicata.
Il campanile, incorporato fra le navate a destra e il presbiterio, è composto da cinque piani sovrapposti, con finestra monofore, colonnine che decorano queste ultime e gli spigoli, mascheroni e decorazioni zoomorfe e mitologiche, è un manufatto architettonico che desta l'interesse degli studiosi.

#### Chiesa di San Francesco

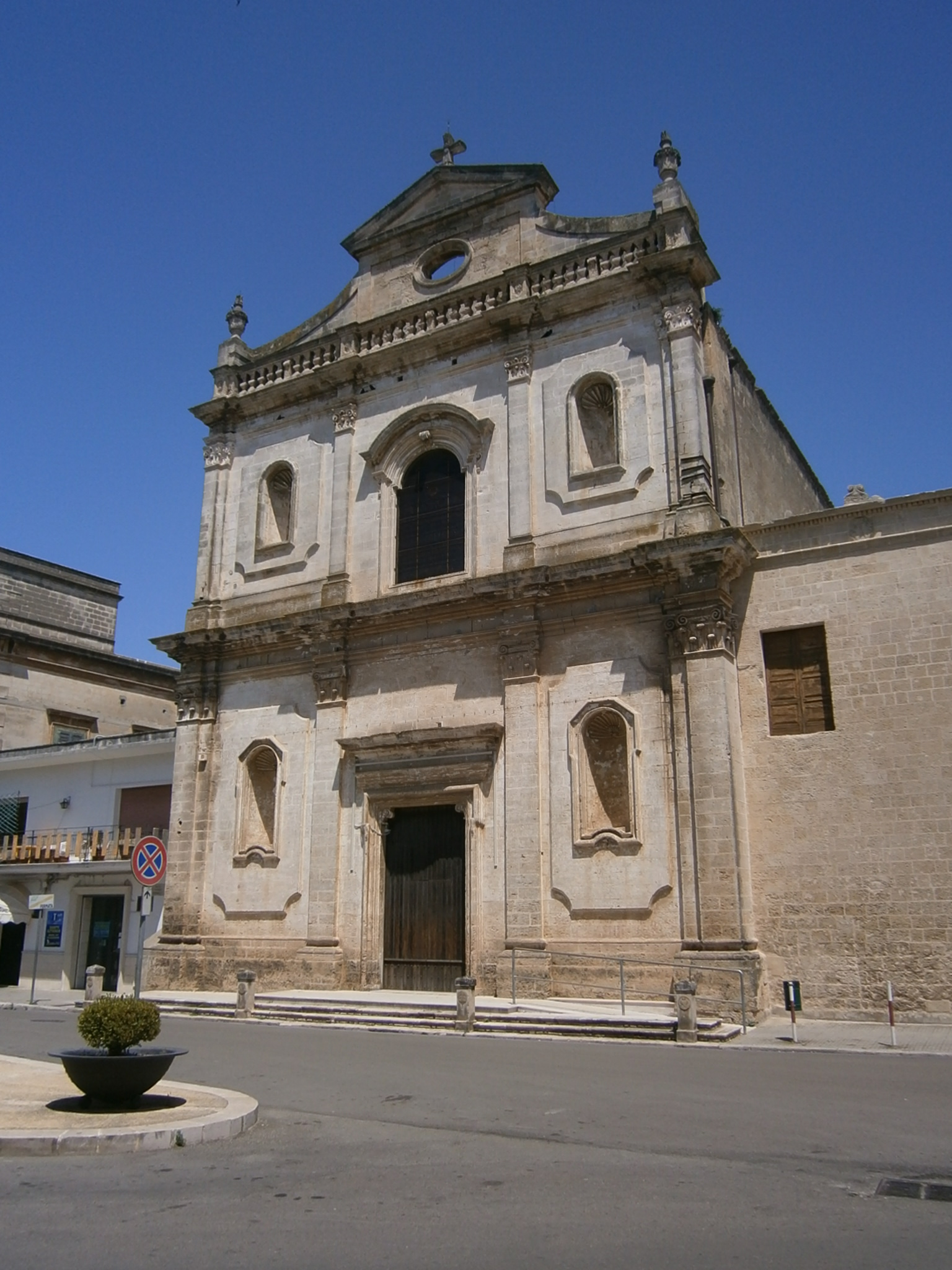
Facciata della chiesa di San Francesco

Le origini della chiesa e del convento francescano si devono al vicario provinciale padre Luca da Lecce, in carica tra il 1474 e il 1483. Dai lavori di restauro del 1964 si è scaturito che si configurava in un vano rettangolare raggiungendo l'altezza dell'attuale trabeazione, con copertura in legno, di cui sono rimaste le buche nelle pareti. Intorno al 1592, con la venuta a Manduria dei padri della Serafica Riforma, si procedette ai lavori di ristrutturazione del convento e della chiesa, in particolare sotto le novità architettoniche del XVII secolo. Nel 1608 venne abbattuta la copertura lignea, sopraelevando e rinforzando i muri perimetrali esistenti, creando il nuovo presbiterio, che allora comprendeva l'attuale abside e parte dell'attuale coro. Nel 1633 costruirono un diaframma in mezzo al presbiterio e dietro l'altare maggiore venne inflessa una volta intermedia, dove furono ricavati i due vani per i coni inferiore e superiore. Il campanile barocco, probabilmente, fu eretto nella prima metà del XVIII secolo e su di esso furono sistemate tre campane. Nel presbiterio sono notevoli le diciotto statue lignee a mezzobusto e il Crocifisso ligneo, risalenti al XVII secolo. Sempre nella chiesa è conservata la tela della Madonna con Bambino e Santi del pittore Giovanni Bernardino Azzolino (detto pure Bernardino il Siciliano), sul dipinto è riportata l'iscrizione «HOC OPUS FIERI FECERUNT: LUCAS ANTONIUS E JOANNES VINCENTIUS / LAURENTIS - F. JO BERNARDINUS AZZOLINUS ANNO 1621».

#### Ex Chiesa di Santa Croce

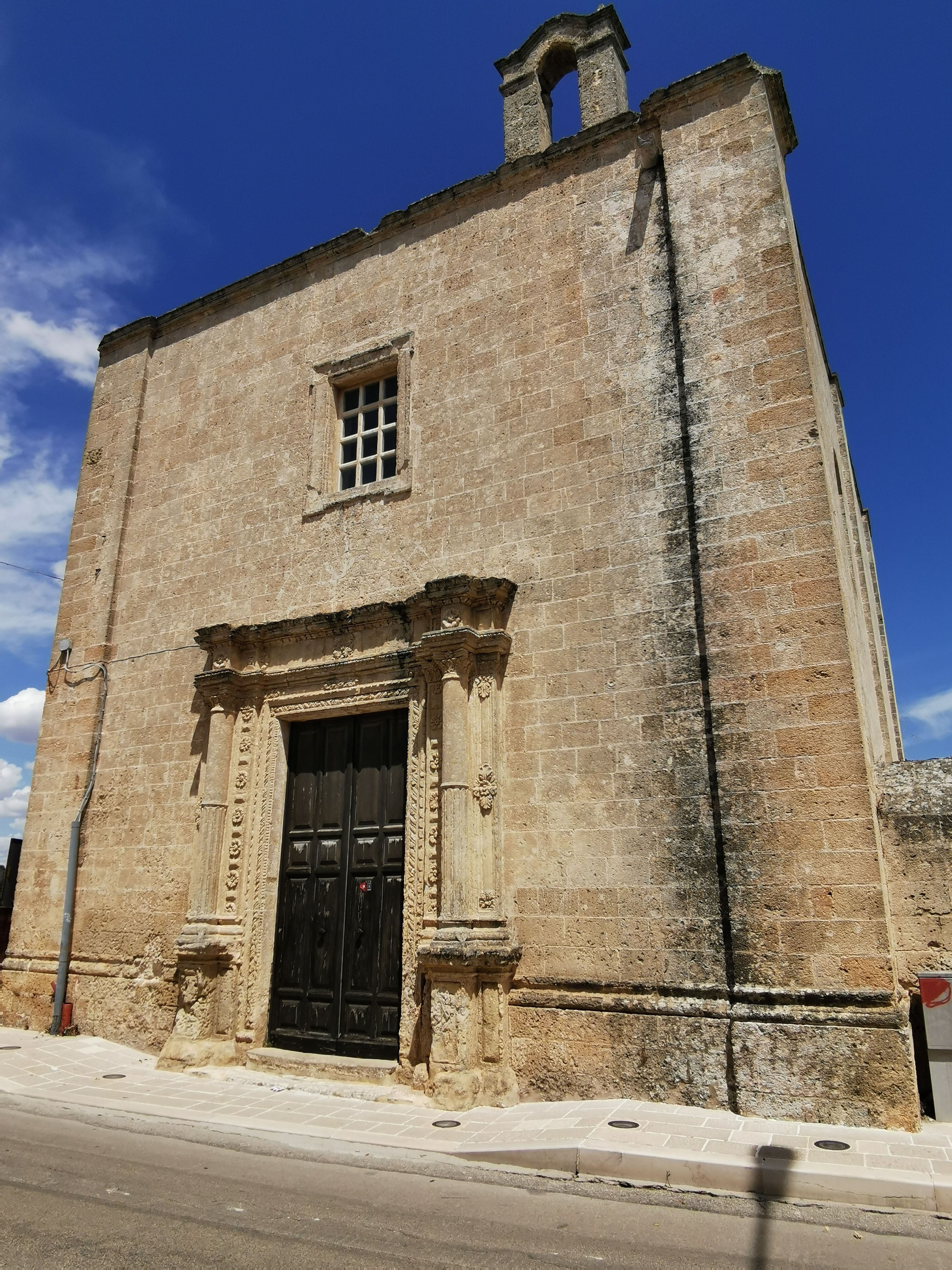
Facciata dell'ex chiesa di Santa Croce

Chiamata anche Chiesa del Camposanto vecchio, la chiesa di Santa Croce è così conosciuta perché, secondo alcune fonti locali, dentro di essa era custodita una pesantissima croce in legno, portata da un "P. Cappuccino di S. Vito" sulle spalle. La chiesa è composta di una sola navata, lunga 12 m e larga 9 m, con due altari, di cui quello sinistro dedicato ai santi Marco Apostolo e Biagio vescovo e martire, successivamente demolito, mentre l'altare principale era dedicato ai ss. Innocenti e, ancor prima, alla ss. Croce. Col tempo la chiesa acquisì maggior rinomanza grazie all'allora vescovo di Oria Tommaso Maria Franca, che concesse l'uso della chiesa come sede di un pio sodalizio legato alla figura e al culto di San Rocco. La siffatta congrega esercitò sin dal 1698 gli atti religiosi e caritatevoli nei confronti dei più poveri e nel 1803 ricevette il Regio assenso da parte del re di Napoli Ferdinando IV. Con la creazione del Camposanto comunale nei pressi della chiesa e convento dei Padri Cappuccini, nel 1839 la vicina chiesa di Santa Croce fu adibita a deposito mortuario. Nel 1865 il colera devastò la città di Manduria al punto che il Camposanto si mostrò insufficiente e si fece ricorso alle tombe presenti nella chiesa dei Cappuccini. Intanto si costruì il nuovo Camposanto più a nord e la chiesa riprese il principale ufficio di deposito nel 1870. Con un decreto reale si proibì, però, la tumulazione, surrogando a questo l'inumazione, e nel 1893 si sospese il seppellimento nel Camposanto, così che la chiesa di Camposanto vecchio fu affidata dal Municipio alle cure dei Reverendi Frati Minori Osservanti.

#### Chiesa di San Pietro Mandurino

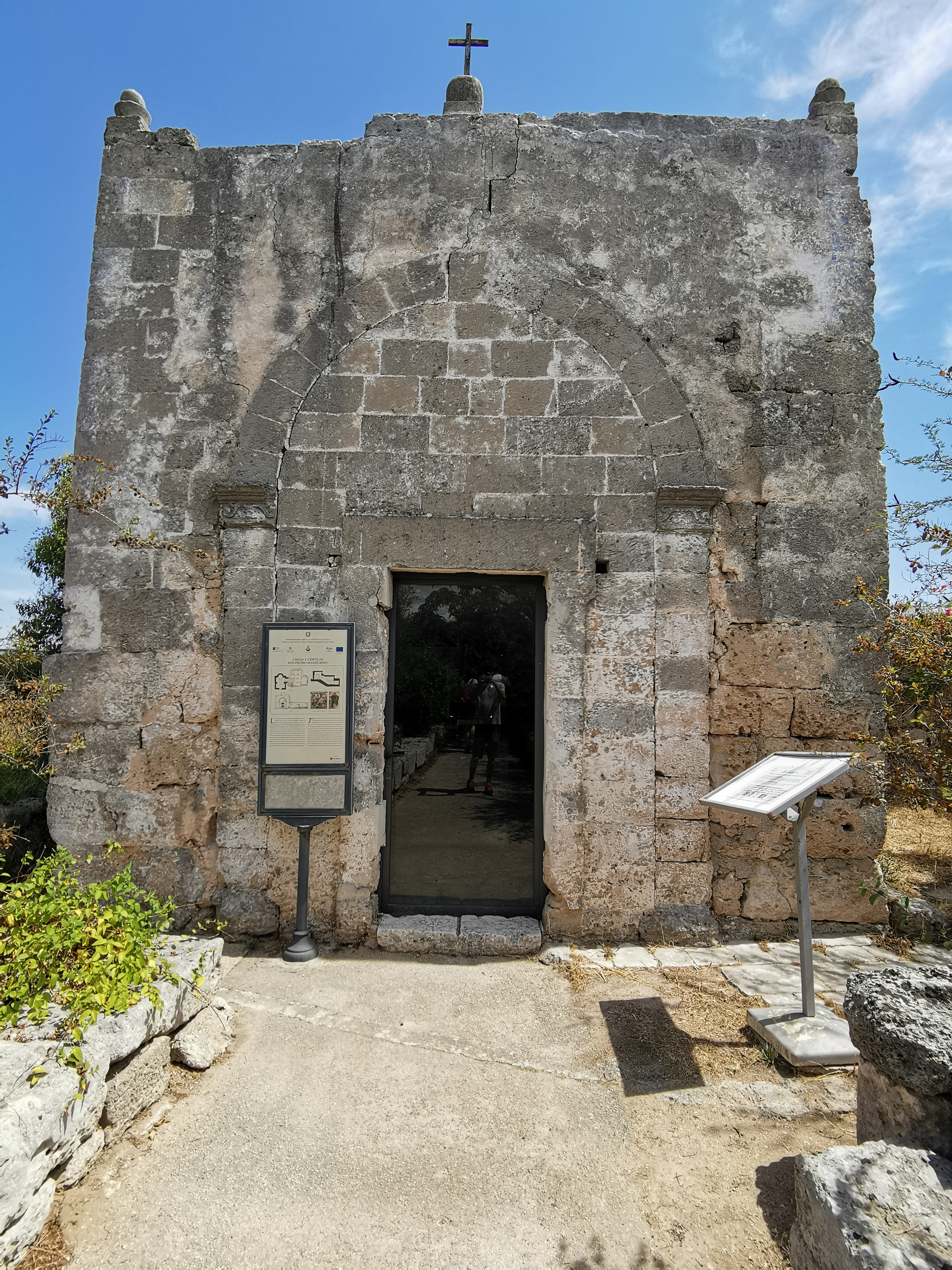
Chiesa di San Pietro Mandurino

La piccola chiesa rupestre intitolata a San Pietro Mandurino si colloca nel parco archeologico a nord dell'abitato, ergendosi sopra una vecchia cripta ipogea accessibile da una scalinata nella roccia. La chiesa superiore è strutturata su due campate orientate est-ovest (secondo rito greco), di cui la prima (entrando) con una cupola a thòlos, mentre la seconda con una volta a botte di traverso, costruita dopo che era crollata la seconda cupola, per poi terminare con un'abside. È comunque incerta la datazione della chiesa per via di pesanti interventi per volere del vescovo di Oria Labanchi nel Settecento. Si ipotizza che sia stata costruita in quell'arco di tempo tra il X e il XII secolo. La cripta ipogea, invece, era probabilmente una tomba a camera di età classica, riutilizzata per esigenze di culto bizantine. Il vano centrale è scandito da tre pilastri, mentre un vano più piccolo si apre di fronte alla scalinata (di lato alla cripta). Le pareti presentano diverse nicchie scavate nella roccia con affreschi di santi dipinti nei restauri del XVIII secolo, senza però conservare le decorazioni originarie. Durante i lavori di ristrutturazione degli anni '70 sono stati riscoperte nella chiesa superiore alcune sepolture risalenti al Medioevo.

#### Chiesa di Santa Maria di Costantinopoli

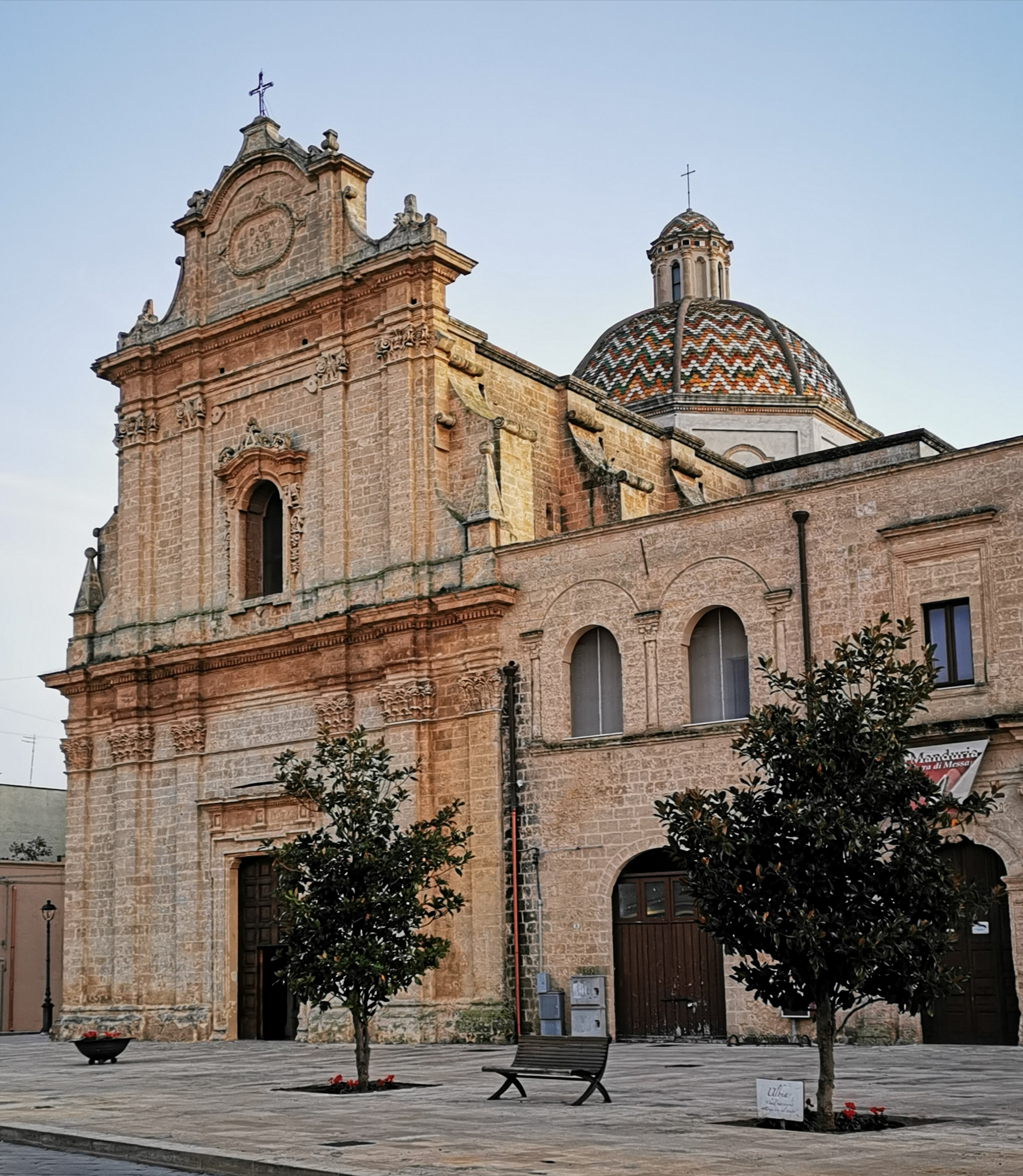
Chiesa di Santa Maria di Costantinopoli

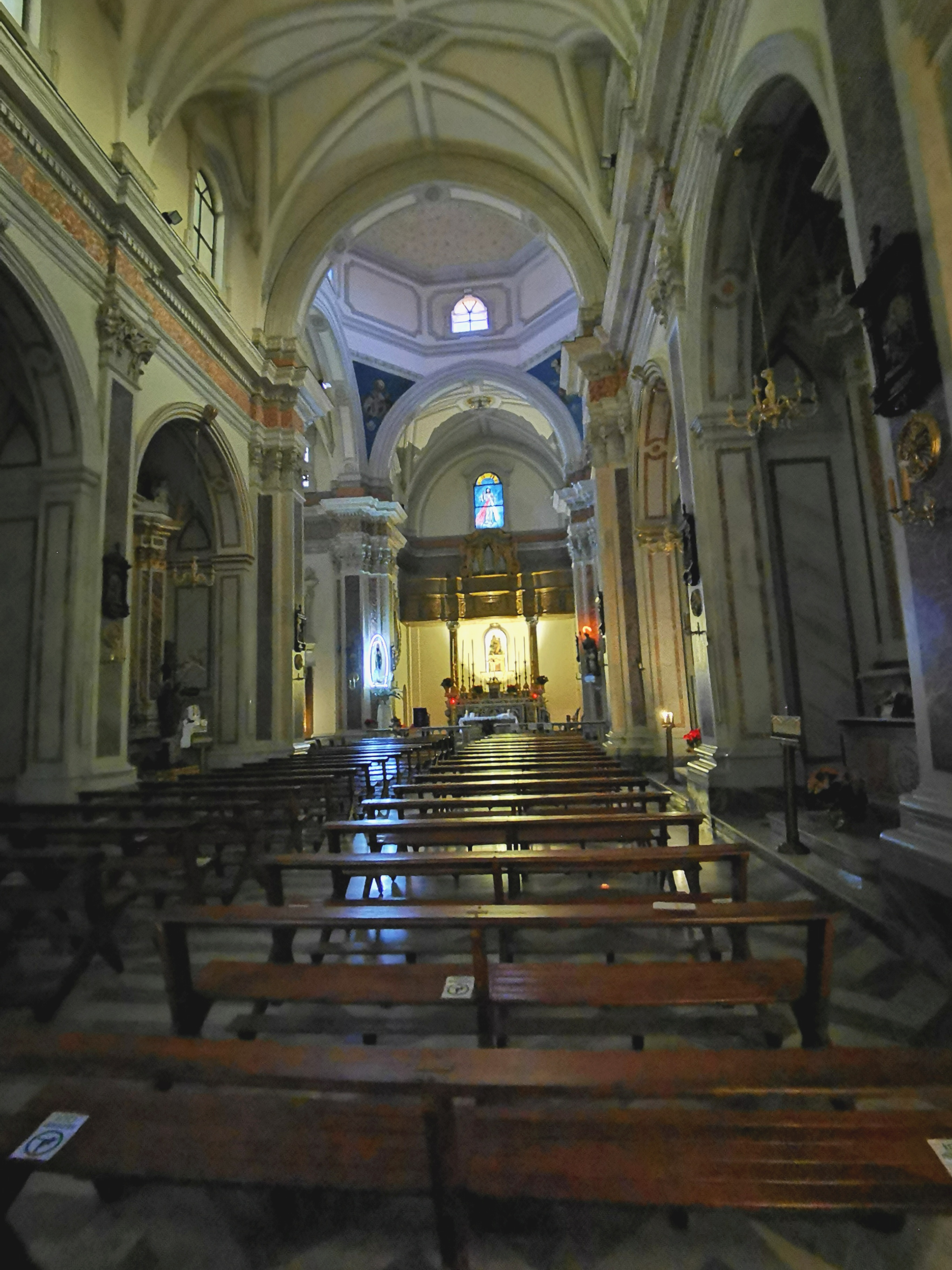
Interno della chiesa di Santa Maria di Costantinopoli

Tra le chiese barocche più notevoli di Manduria si trova quella di Santa Maria di Costantinopoli, attigua all'ex convento degli Agostiniani che, soppresso l'ordine nel 1809, ha ospitato per molti anni la Caserma dei Carabinieri. La costruzione della chiesa avvenne tra il 1644 e il 1718. Nel 1813 vi si trasferì la Congregazione di san Rocco, precedentemente con sede nei pressi di san Antonio. Dopo essere stata, dalla seconda metà dell'Ottocento, parrocchia succursale, nel 1928 fu eretta a parrocchia. Presenta un notevole esterno, considerando la facciata a due piani e la cupola maiolicata, mentre dall'interno, con una navata in pianta a croce latina, presenta un fastoso altare maggiore con la statua della Madonna di Costantinopoli del 1725, oltre ai due altari dedicati alla Madonna della Sanità e alla Madonna della Consolazione.

#### Chiesa del Carmine

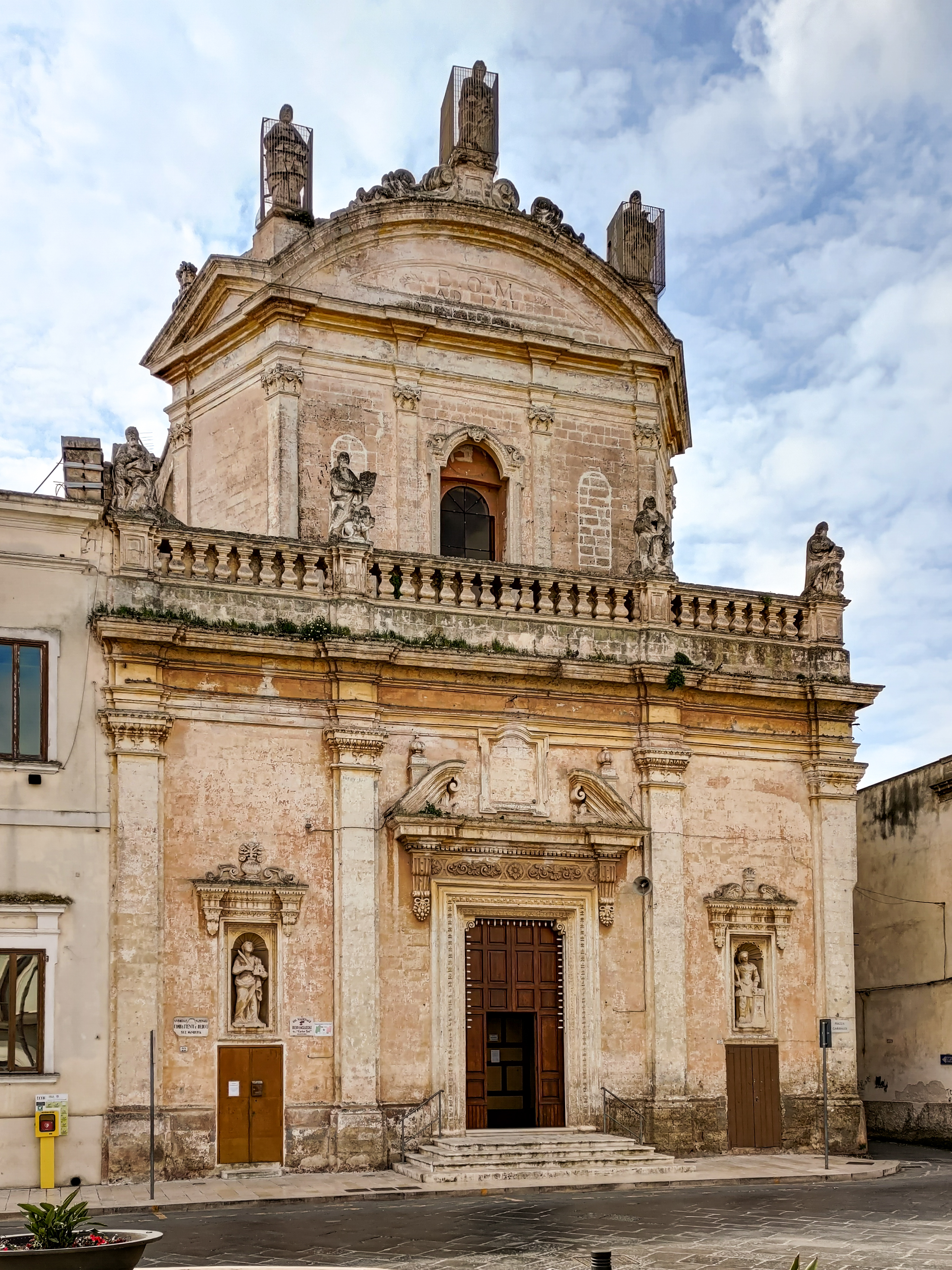
Chiesa della Madonna del Carmine

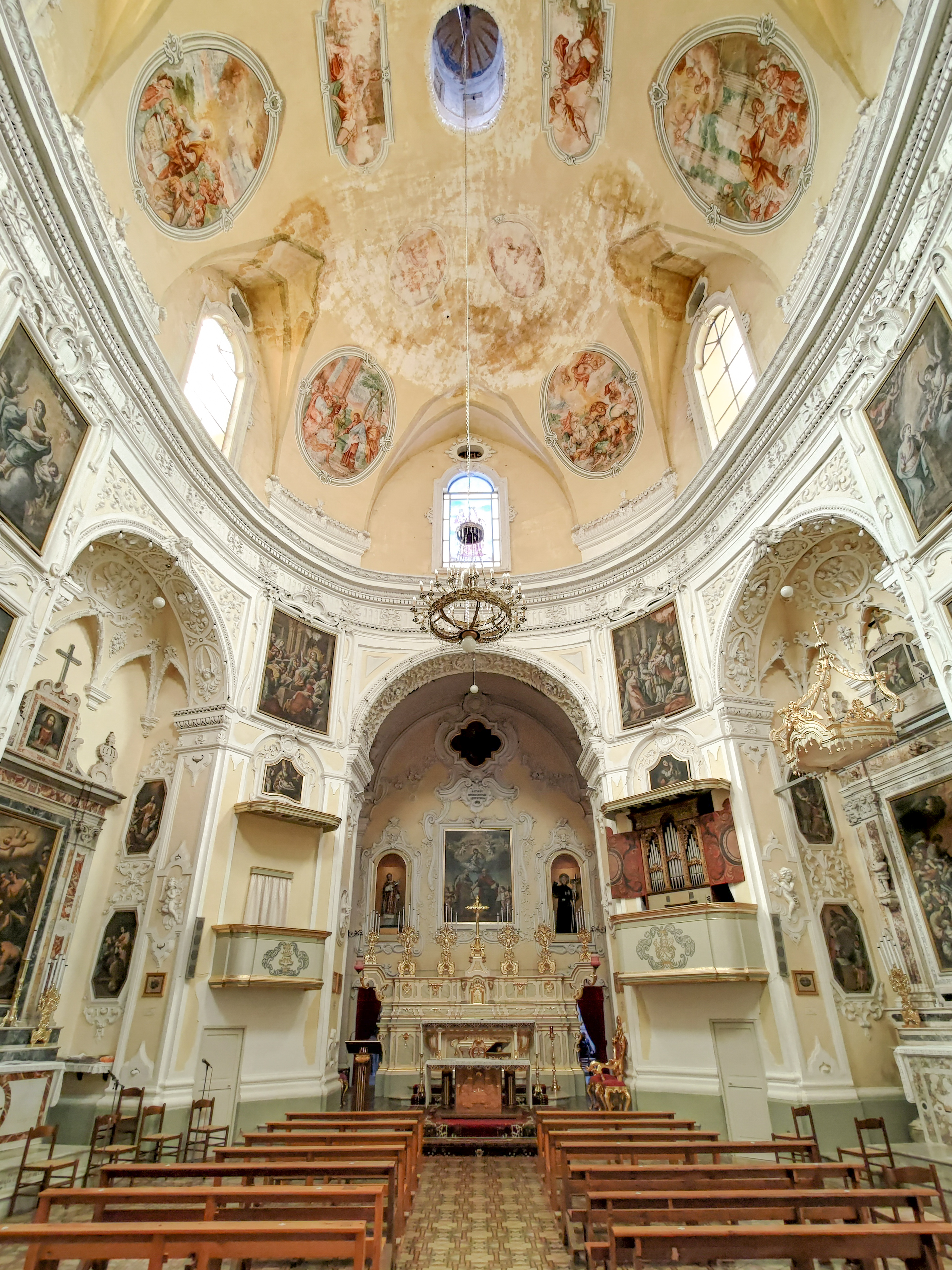
Interno della chiesa del Carmine

La chiesa del Carmine, con l'attiguo convento degli Scolopi, venne fondata per volere del sacerdote Giacomo Antonio Carrozzo. La costruzione del convento ebbe inizio nel 1696, mentre i lavori per la chiesa iniziarono cinque anni dopo e terminarono nel 1741, come si legge nel timpano sulla facciata. Inizialmente fu dedicata ai santi Pietro e Paolo, ma nel 1834 la Congrega della Vergine Santissima del Carmine chiese all'allora vescovo Guida di professare il culto nella chiesa degli Scolopi. La struttura ha una pianta ovoidale posta in largo e una facciata con balaustra, con il secondo piano arretrato. Il portale d'ingresso è delimitato da una larga fascia snellita da una linea di dentelli e al di sopra dell'architrave da una coronatura con fastigio ad arco e il timpano. Sul prospetto inferiore si trovano due nicchie con le statue di Santa Irene e Santa Barbara, sulla balaustra sono collocate le statue dei quattro evangelisti e sulla sommità della facciata vi è la statua della Madonna del Carmine con ai lati San Pietro e San Paolo. All'interno si trovano quattro altari minori dedicati ai santi Lorenzo, Nicola da Mira, Filippo Neri e alla Madonna di Caravaggio, mentre l'altare maggiore è dedicato al Santissimo Sacramento. La cupola, ellittica, presenta sei finestre ed è coperta (nel tamburo) da elementi floreali e fogliati in stucco bianco, oltre a putti e fregi. Su di essa sono visibili, ma solo in parte, dieci affreschi ovali e due orizzontali, che evidenziano scene del Vecchio e Nuovo Testamento, attribuiti a Diego Oronzo Bianchi. Delle numerose tele, circa quaranta, presenti nella chiesa, molte sono state dipinte dai pittori Gaetano, Diego e Pasquale Bianchi, costituendo la più ampia collezione della famiglia Bianchi del Sud Italia. Di Gaetano, in particolare, sono il dipinto dei santi Pietro e Paolo e un altro sulla Madonna del Carmine (1688).

#### Convento dei Passionisti

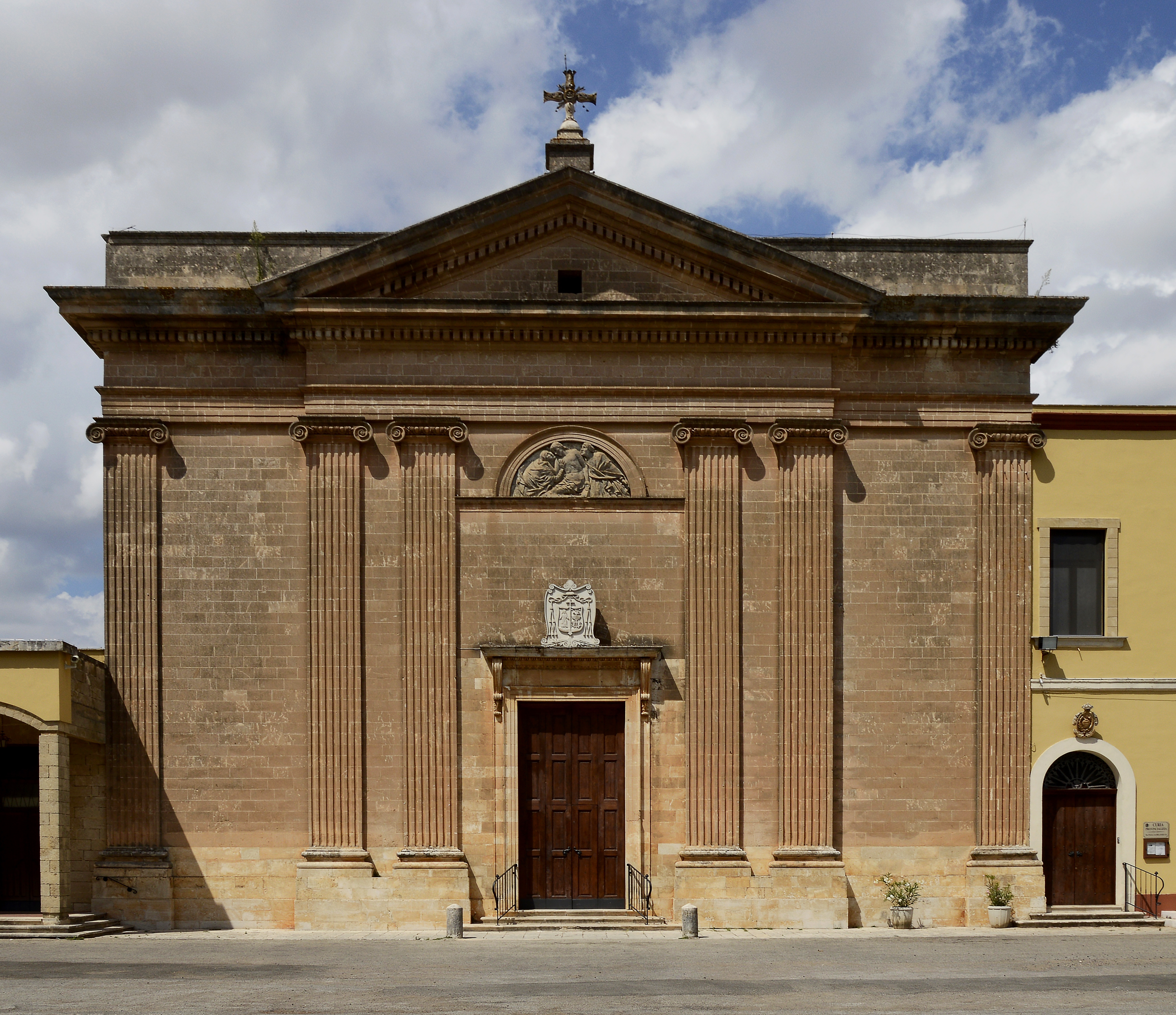
Facciata della chiesa di San Paolo della Croce, convento dei Passionisti

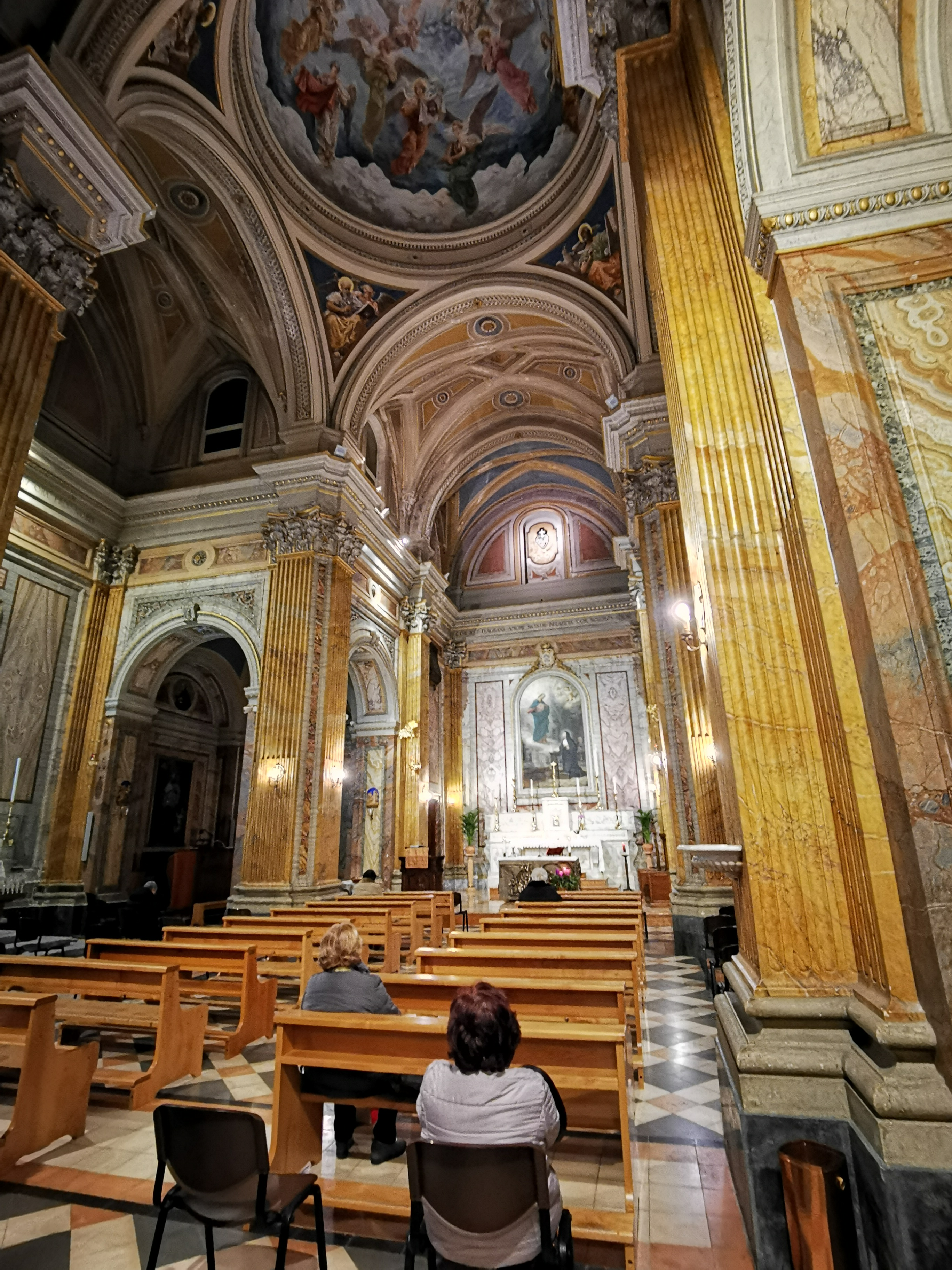
Interno della chiesa dei Padri Passionisti

La chiesa dei Padri Passionisti è composta da tre navate a pianta greca e illuminata da dodici finestre. La facciata presenta due coppie di lesene ioniche ai lati del portale, più un'altra coppia alle estremità, mentre sul portale si trovano il lunotto e, più in alto, l'architrave con il timpano. L'altare maggiore, in marmo, è stato lavorato a Napoli da un artigiano di nome Evangelista e conserva l'affascinante tela del 1882, che rappresenta Gesù in atto di mostrare il suo cuore a Santa Margherita Alacoque, ed è attribuito a Giovanni Gagliardi, nipote del più noto Pietro Gagliardi.

#### Chiesa e convento di Santa Chiara
Questo monastero, nominato "del Cuore Trafitto" fu eretto nella fine del XIX secolo, tra il 1894 e il 1898, per poi venire ultimato nel 1902. La facciata della chiesa è divisa in due livelli, entrambi con quattro lesene di ordine composito e separati da un cornicione con ai lati due festoni floreali. Nel livello superiore si trova una finestra centrale con balaustra capeggiata dallo stemma dell'Ordine Francescano, per poi terminare in un cornicione di forma mistilinea. Il portale, dalle linee semplici ed eleganti, è sormontato da un piccolo timpano nel quale è inscritto un cammeo raffigurante Santa Chiara. All'interno si trovano delicati stucchi a ornare l'area presbiteriale e la navata unica. L'altare è coperto da una semivolta lunettata con ricche decorazioni floreali e su di esso sono poste le grate da cui le Clarisse assistevano alle funzioni religiose. Sull'altare sfoggia una tela raffigurante i santi Chiara e Francesco e il Sacro Cuore di Gesù, opera dell'artista Giovanni Stano di Manduria tra il 1894 e il 1901. La volta è sorretta da semicolonne in ordine composito, intervallate da quattro cappelle laterali. Sono presenti, inoltre, una tela di artista ignoto proveniente dal soppresso monastero delle Clarisse di Francavilla Fontana e due statue in cartapesta dell'Immacolata e l'Addolorata, eseguite nel 1902 dal leccese Giuseppe Manzo.

#### Chiesa di Santa Lucia (XIX secolo)

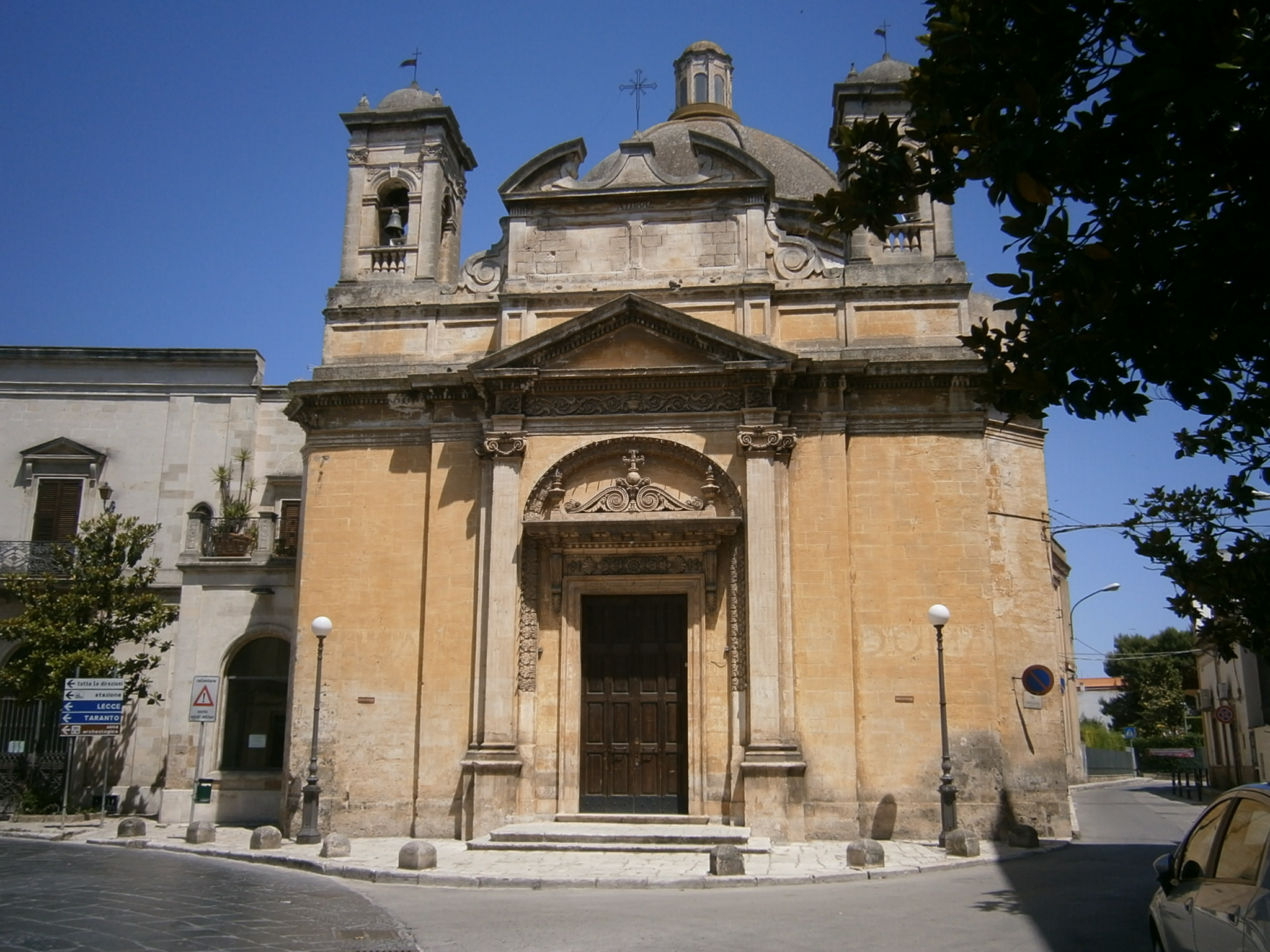
Facciata della chiesa di Santa Lucia

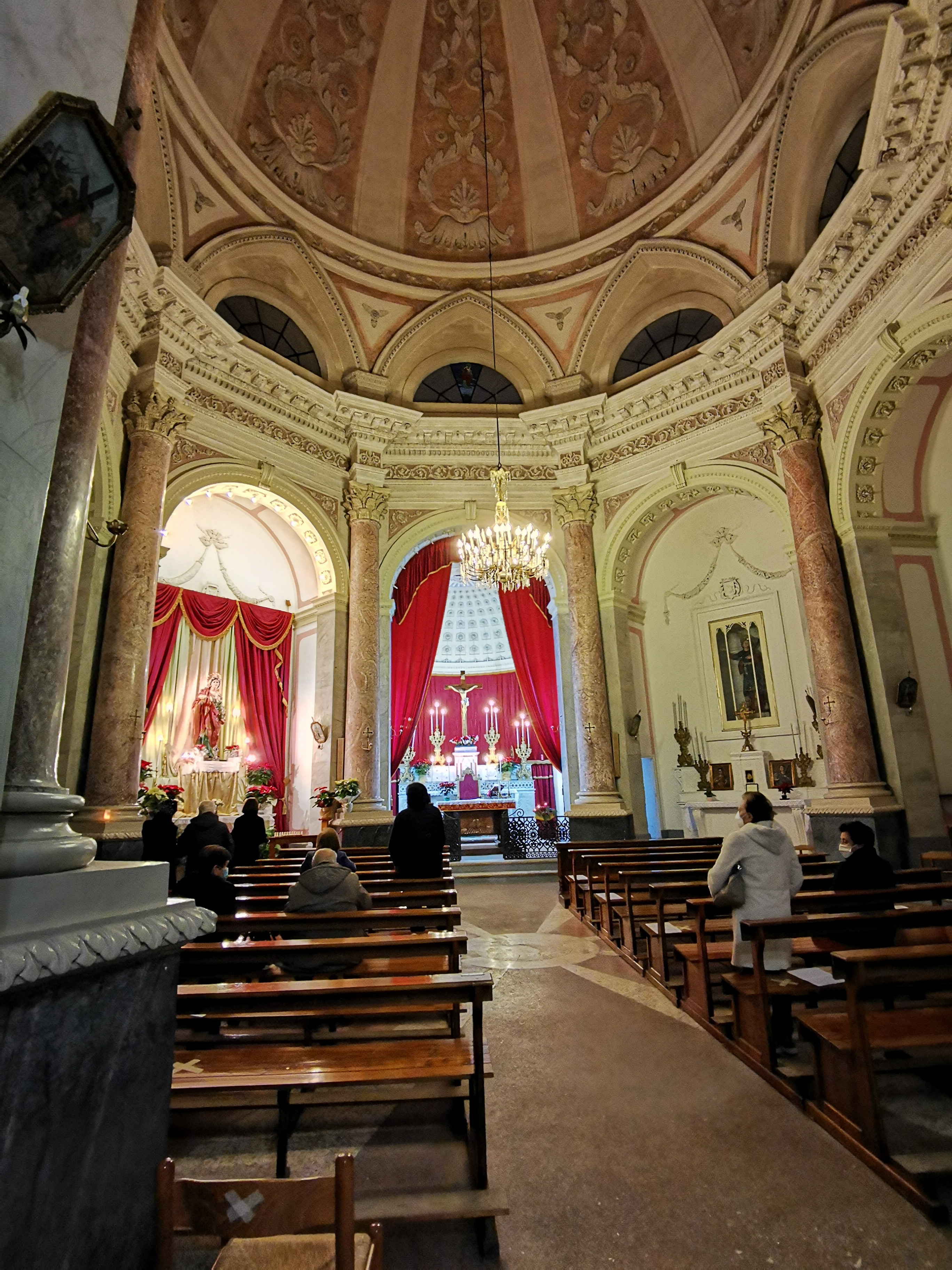
Interno della chiesa di Santa Lucia

Originariamente dove sorge la chiesa di Santa Lucia venne eretta la cappella della Chiesa e Congregazione della Morte nel 1540 al fine di trasportare e seppellire gratuitamente i defunti. Undici anni dopo si costituì l'omonima congregazione, che portava ai misteri del Venerdì Santo la statua dell'Addolorata. La chiesa attuale venne costruita in stile neoclassico tra il 1876 e il 1886. La facciata presenta un portale riccamente decorato con un fastigio curvilineo. L'edificio è inoltre sormontato da una grande cupola con lanterna (da cui il nome chiesa della rotonda), fiancheggiata da due piccoli campanili. L'interno è a pianta centrale e presenta cinque altari: quello maggiore dedicato al Patrocinio di Maria Vergine, il secondo a Santa Lucia, il terzo a San Trifone, il quarto a San Francesco di Paola mentre il quinto alle Anime Purganti. Ospita una statua lignea della Madonna della Nova, risalente al 1710.

#### Chiesa di San Michele Arcangelo
Con la chiesa di San Michele i Serviti introdussero a Manduria il culto della Vergine Addolorata, a cui seguì la creazione dell'omonima Congrega. Ha una lunghezza di 25 m e una larghezza di 12 m, con all'interno un ordine architettonico composito. È conservata una statua dell'Addolorata ritenuta tra le migliori in città, alla quale si aggiungono ricchi donativi fatti in particolari occasioni liturgiche. Sono posti un organo con ampia orchestra e una grande sagrestia. Un quadro di San Michele, a cui è dedicato l'altare maggiore, è situato nel secondo altare sulla sinistra e risale alla metà del XVIII secolo, ispirato al noto dipinto di Guido Reni nella Chiesa di Santa Maria Immacolata a via Veneto a Roma. Il terzo altare sulla destra, invece, è dedicato ai Sette Fondatori dell'Ordine dei Serviti, con un quadro raffigurante l'Addolorata che veste del suo abito i suoi primi servi.

#### Chiesa di San Benedetto (XVI secolo)

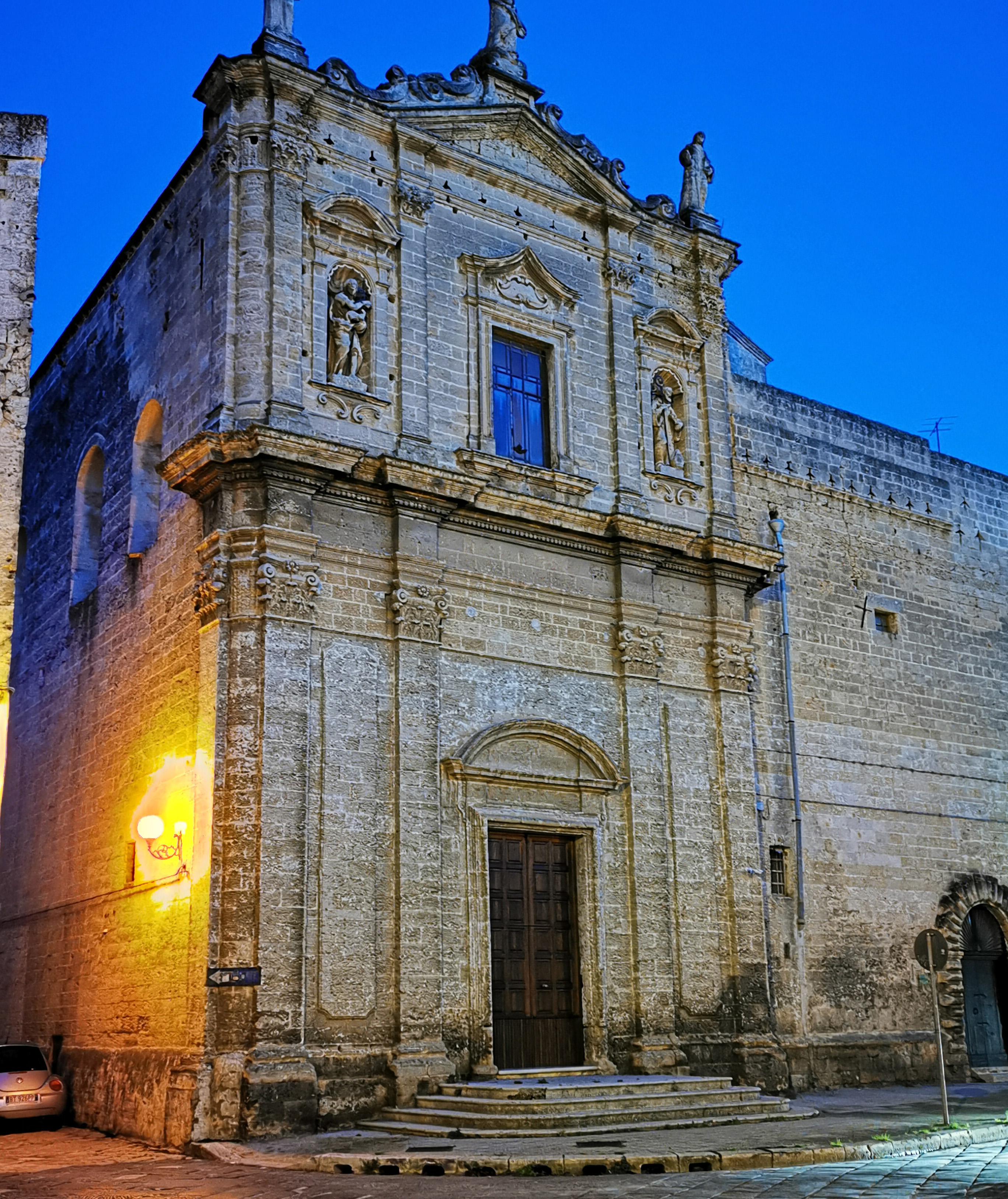
Facciata della chiesa di San Benedetto

La chiesa di San Benedetto risale al XVI secolo ed è costituita da una facciata divisa in due piani: nel piano inferiore abbiamo un portale con fastigio curvilineo, nella parte superiore invece troviamo un finestrone con due nicchie ai suoi lati, nelle quali vi sono le statue di San Giovanni e San Benedetto. Il timpano culmina con una statua dell'Immacolata e ai lati con le statue di Santa Fara e Santa Scolastica. 
Nella chiesa è custodito il corpo di San Florenzo Martire, portato a Manduria nell'Ottocento.

#### Chiesa dell'Immacolata (XVII secolo)

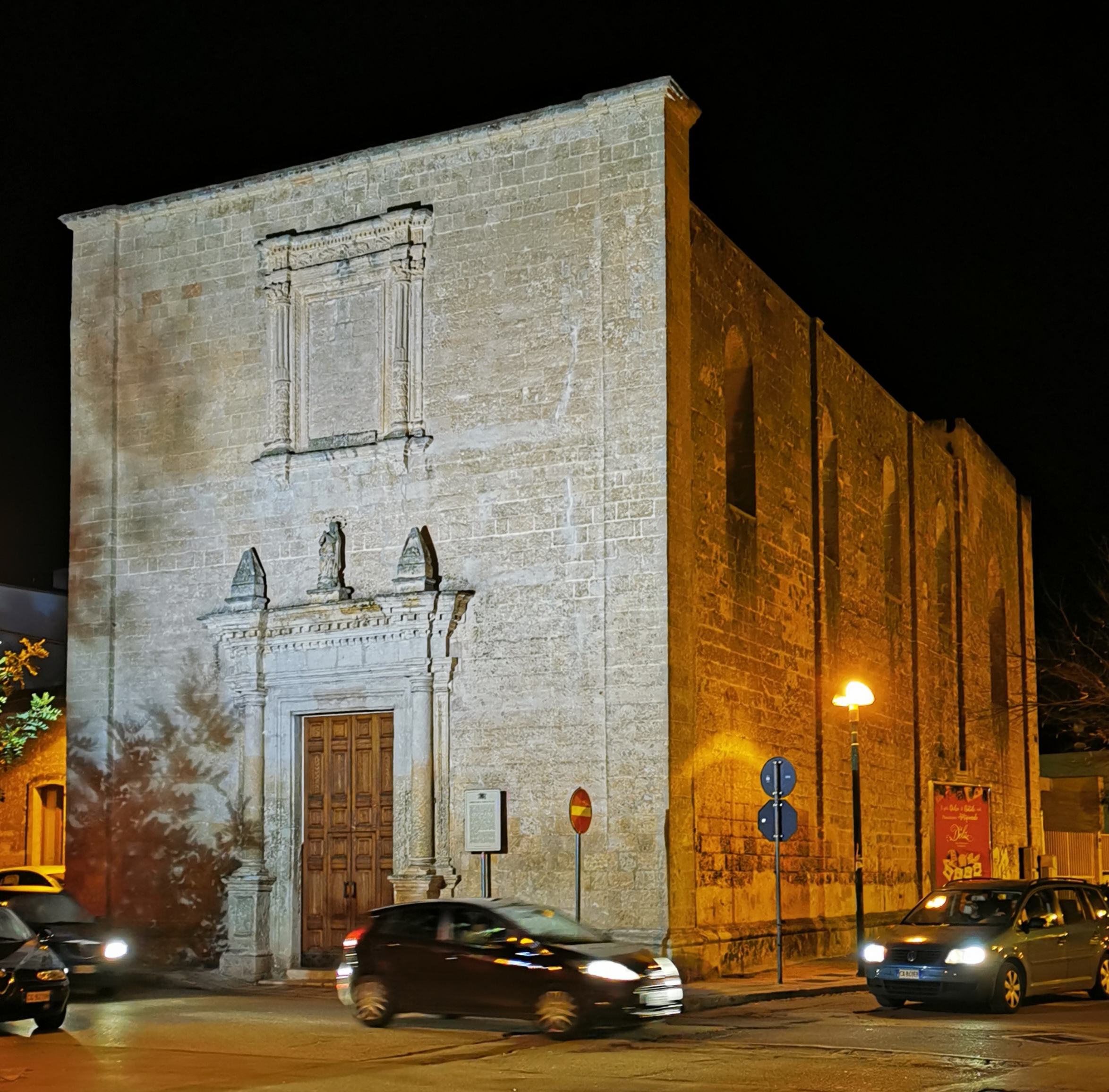
Chiesa dell'Immacolata

La chiesa dell'Immacolata fu edificata presumibilmente nel Seicento a sostituzione della cappella della Madonna delle Grazie preesistente. La chiesa è in stile barocco e all'esterno presenta un portale con un fastigio con la statua dell'Immacolata. Interessante è poi l'interno con un altare barocco riccamente decorato, abbellito da altri tre altari laterali. In questa chiesa, nella seconda metà del XVII secolo, ha avuto origine la pia pratica del digiuno a pane e acqua in onore dell’Immacolata, così come essa si svolge tradizionalmente il giorno della vigilia della festa (7 dicembre). Inizialmente si trattava di un digiuno osservato a turno da devoti estratti a sorte, a cui i veniva assegnata una data nel corso dell'anno attraverso una precisa procedura. Lo scopo della pratica religiosa era quello di assicurare che, durante l’intero corso dell’anno, vi fossero sempre dei fedeli ad osservare il digiuno per ottenere, in cambio, la protezione contro i fulmini e i temporali. Il richiedente, una volta che gli era stata assegnata la data, riceveva una pagellina a stampa (la cosiddetta “Carta di Casalnuovo”, antico nome di Manduria), che riportava impresso, come promemoria, il giorno stabilito (v. Libro Magno del Digiuno, manoscritto, presso archivio Arciconfraternita dell’Immacolata di Manduria; Michele Greco, La carta di Casalnuovo, Notizie su di uno specialissimo digiuno obbligatorio e sul culto dell’Immacolata a Manduria, La Tipografica Manduriana, Manduria, 1960 ).

#### Chiesa di San Giuseppe

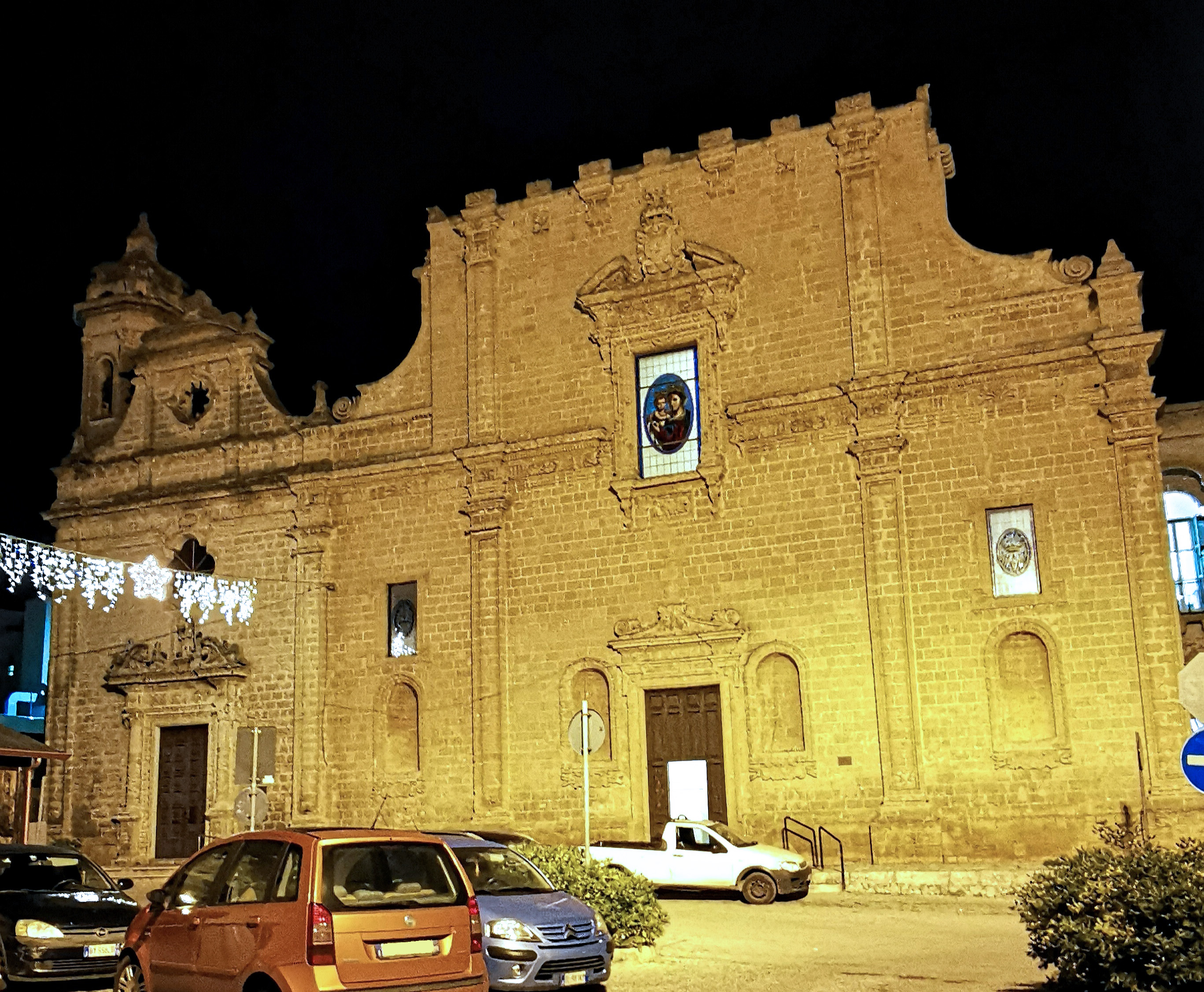
Chiesa della Madonna del Rosario, con a sinistra la chiesa di San Giuseppe.

La chiesa di San Giuseppe è annessa alla chiesa della Madonna del Rosario e presenta una pianta rettangolare, lunga 25 m e larga 8 m. Il prospetto della facciata e il campanile sono di ordine ionico, mentre è di ordine corinzio l'interno, illuminato da sette finestre e con due altari. Di questi il più antico è in pietra leccese, una volta ornato in oro, ma a causa del deterioramento è stato ridipinto nel 1870 e in esso si trova la statua di San Giuseppe, unico resto della chiesa precedente. Il secondo altare, invece, è del 1842. Questa congregazione venne fondata dai padri Gesuiti il 13 aprile 1621 con un piccolo convento. Successivamente ricevettero dai domenicani la zona di un orto adiacente, che ha permesso l'edificazione della chiesa attuale. Non se ne conosce la data precisa, ma nel 1635 è testimoniata la presenza dal lettore domenicano Vincenzo da Monopoli.

#### Chiesa della Madonna del Rosario

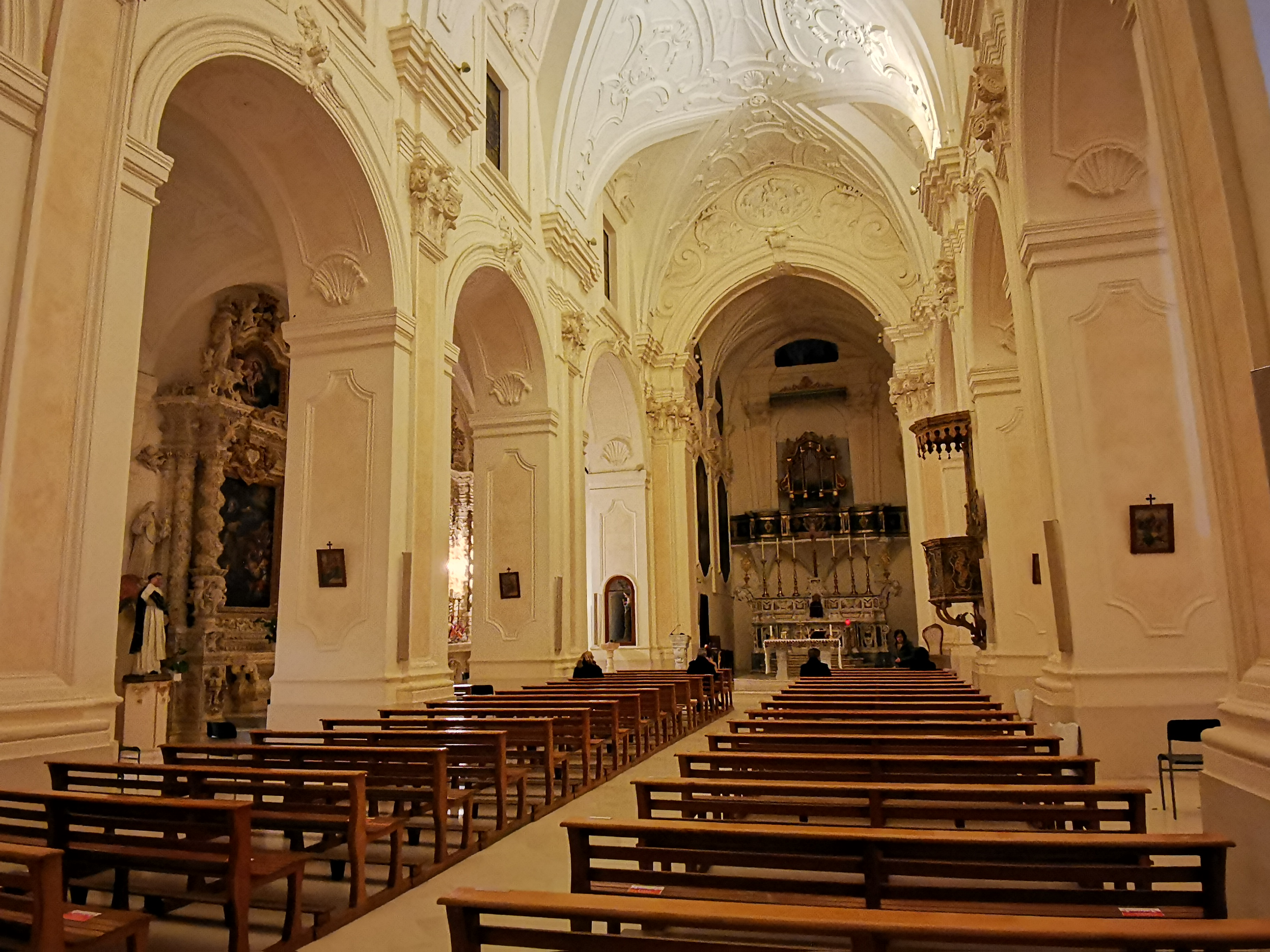
Interno della chiesa della Madonna del Rosario.

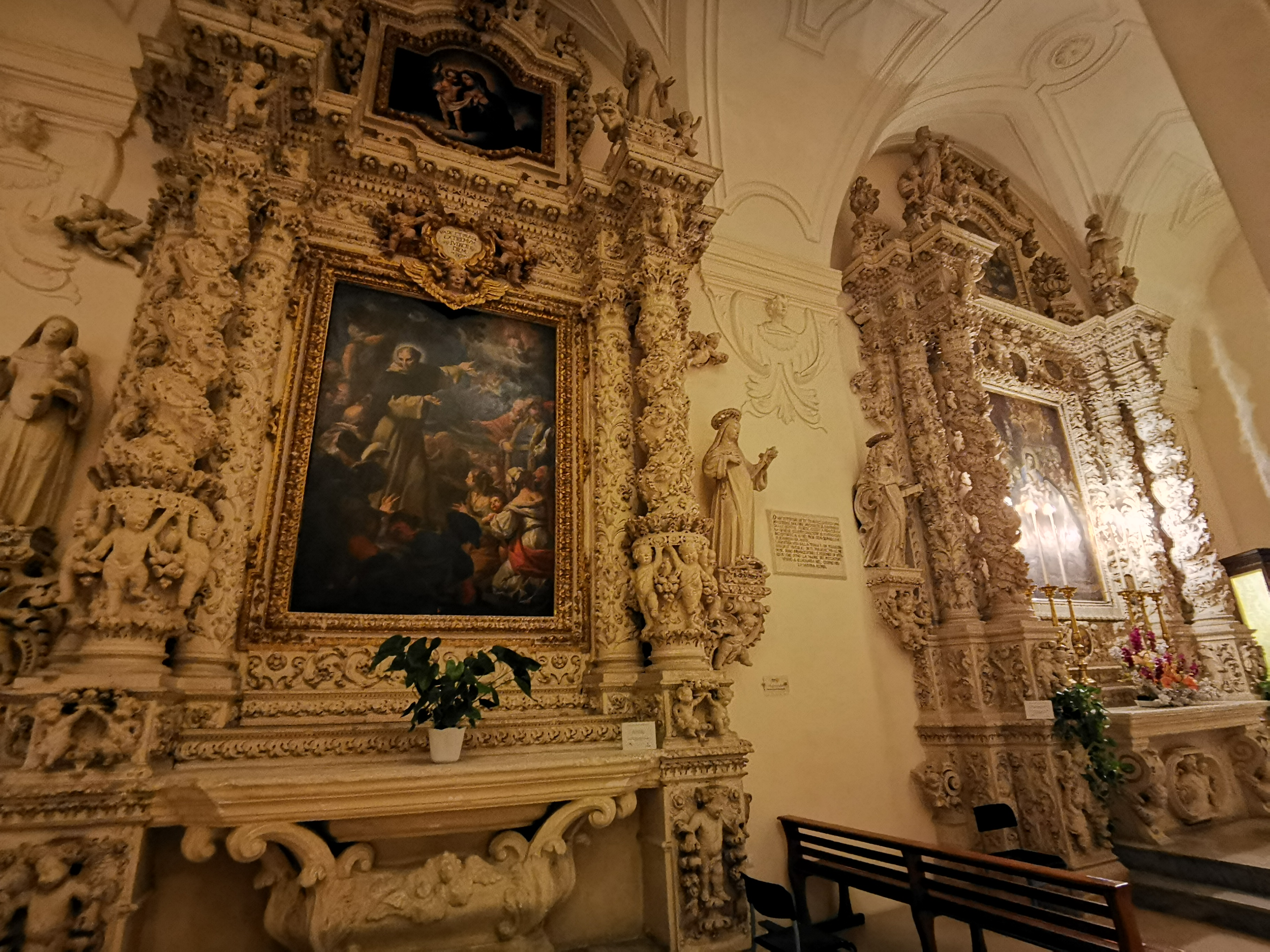
Altare di San Vincenzo Ferreri, a sinistra, e altare della Madonna del Rosario, a destra.

La chiesa della Madonna del Rosario è posta tra l'Ospedale Civile e la chiesa di San Giuseppe, nella zona un tempo nota come "Porta di Brindisi", ed è stata costruita nel 1687. La facciata è articolata su due piani, separati da un lungo fregio con triglifi e metope, con una grande finestra centrale. Al piano inferiore sono presenti quattro lesene, intervallate con altrettante nicchie, mentre al piano superiore proseguono le due lesene centrali, ai lati del finestrone finemente decorato. L'interno si estende su tre navate, con le pareti laterali impreziosite da vistosi altari barocchi, prima dell'altare maggiore realizzato in marmo policromo. Presentano lo stesso stile il pulpito ligneo sulla navata principale e la cantoria al di sopra dell'altare, con organo con rifiniture dorate. Nella chiesa é possibile ammirare la tela di Francesco Trevisani, Predica di San Vincenzo Ferreri, dono del cardinale manduriano Tommaso Maria Ferrari (o.f.p.) del 1705.

#### Chiesa di San Cosimo

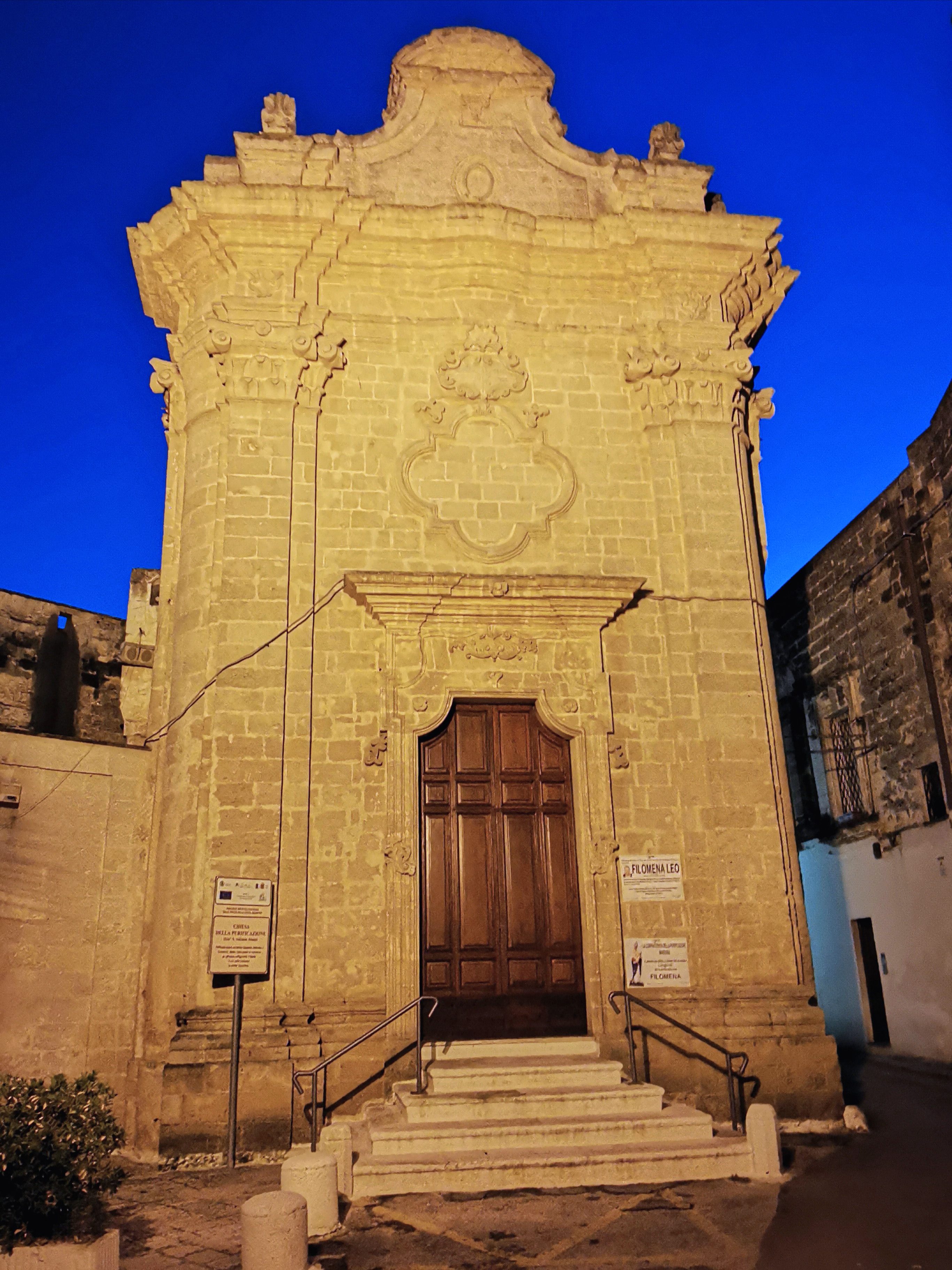
Chiesa di San Cosimo.

La chiesa di San Cosimo è stata edificata nel 1706, dedicata in origine al "culto della Purificazione di Maria", la cui congrega ricevette solo settant'anni dopo il regio exequatur dal re Ferdinando I delle Due Sicilie il 18 settembre 1776. In seguito, grazie all'acquisto di una casa attigua, fu possibile allargare l'area del presbiterio. Questa chiesa venne abbellita con un organo, un pulpito e diversi quadri, come quello dell'Assunzione, di Pasquale Bianchi e risalente al 1795. Ai lati della porta d'ingresso sono posti i due quadri dei santi Medici, accoppiati alle due rispettive statue, che vengono portate in processione il giovedì dopo l'Ascensione con le statue dei discepoli Leonzio ed Euprepio, insieme a loro decapitati. Nell'altare centrale è custodito un dipinto della Purificazione di Maria, della seconda metà del '700 e attribuito a Pasquale Bianchi. Sul lato destro della chiesa è custodito un altro quadro della medesima figura, attribuito a Nicola Schiavone e anch'esso del XVIII secolo.

#### Chiesa di San Leonardo

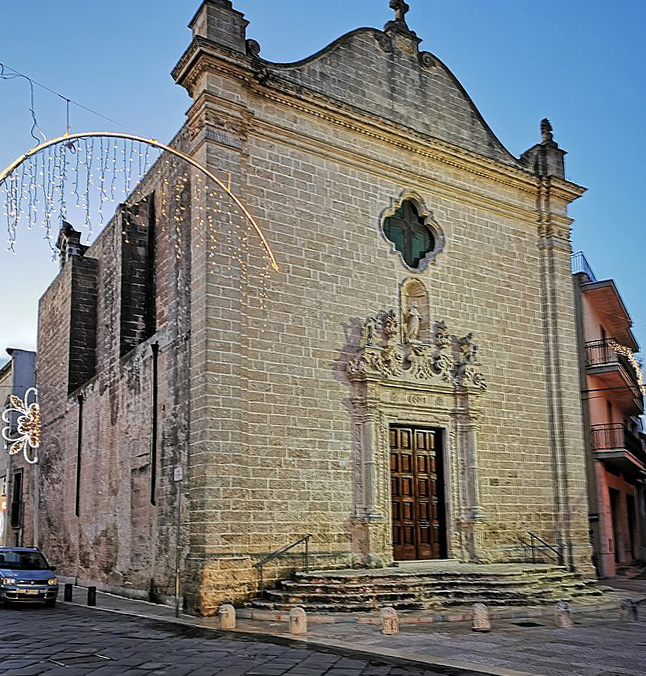
Chiesa di San Leonardo.

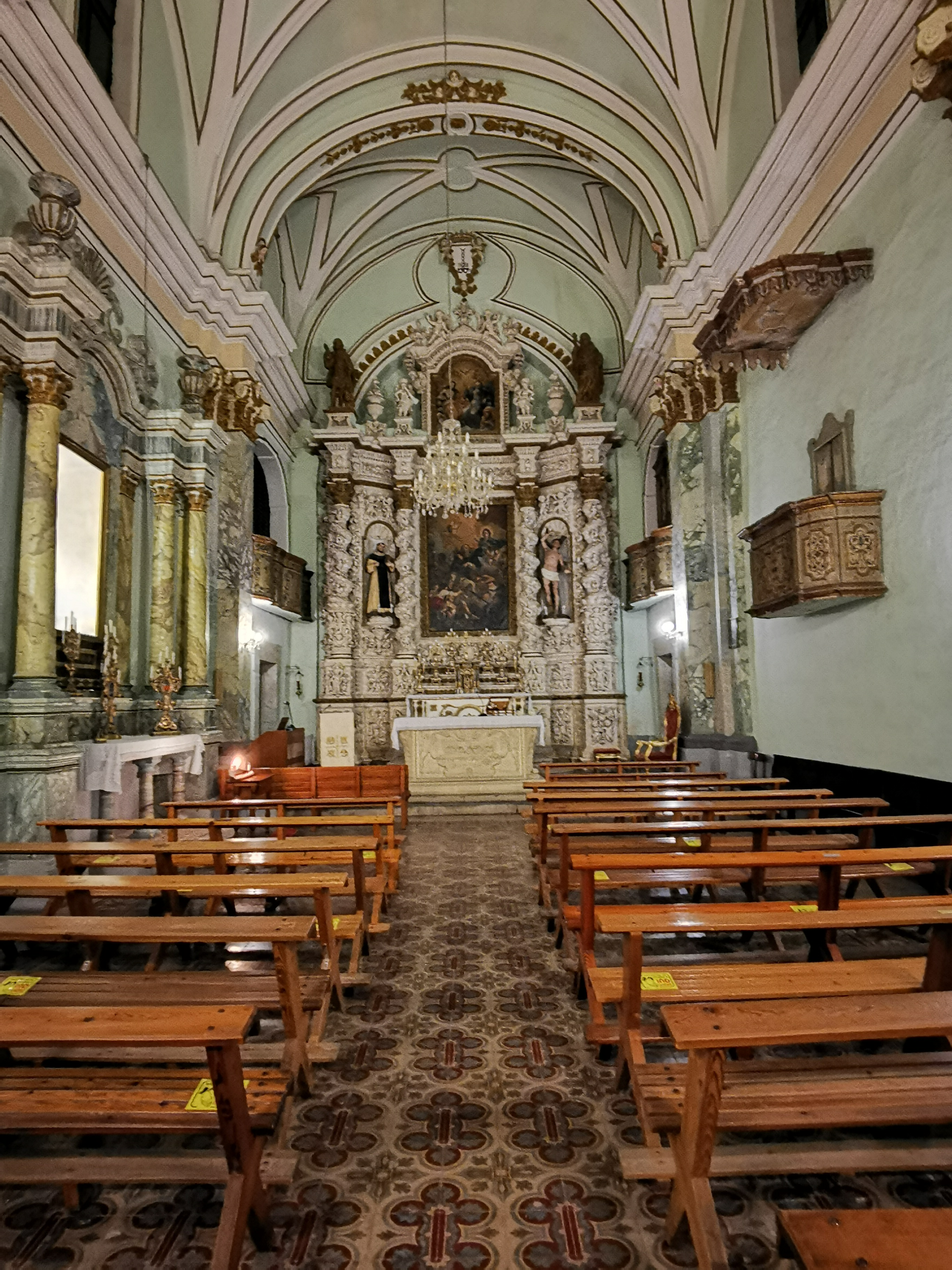
Interno della chiesa di San Leonardo.

Per costruire questa chiesa nel 1702 vennero abbattute due cappelle dedicate alla Madonna di Costantinopoli, a loro volta datate al 1621. La costruzione venne ultimata in due anni e dal 1710 fu decorato l'altare, si aggiunsero l'organo, il pulpito, due campane, di cui oggi ne resta solo una però, e a Napoli fu commissionata la statua di San Leonardo che si trova sull'altare principale. Il 19 agosto 1776 il re Ferdinando IV di Borbone diede il consenso alla creazione della confraternita, che il 6 novembre ottenne la possibilità di celebrare la ricorrenza del Transito, in occasione dei festeggiamenti a Limoges, dove morì il santo. Nella chiesa è situato un quadro del 1781, opera di Vincenzo Filotico, raffigurante San Leonardo che invoca la Vergine di Costantinopoli e San Giovanni Evangelista, circondato da tanti umili incatenati, in riferimento al santo ricordato come protettore dei prigionieri. A differenza di tanti altri edifici, la chiesa non subì gravi danni durante il terremoto del 1743 e ciò fu attribuito alla protezione della Vergine Immacolata, da cui la congrega stabilì di onorare l'Immacolata sotto il titolo di "Madonna del Terremoto", che veniva festeggiata ogni 21 febbraio.

#### Chiesa dello Spirito Santo

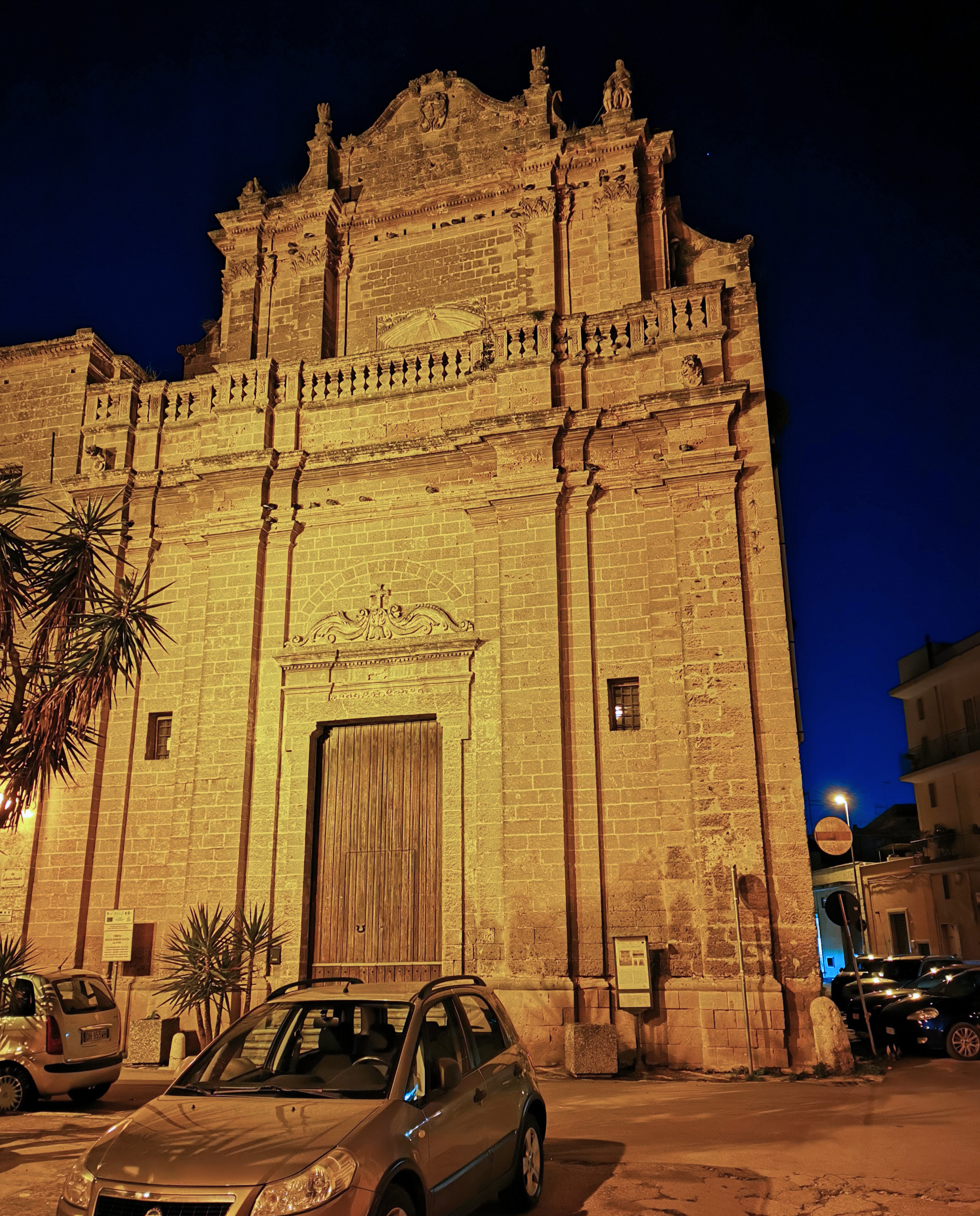
Chiesa dello Spirito Santo.

Insieme al monastero, la chiesa dello spirito Santo fu voluta da Maria Giulia Troiani (1669-1741), moglie del marchese Tommaso Corcioli, ma da cui rimase vedova. Il complesso venne costruito nel 1716 in dieci anni e ospitò la fondatrice e una sua nipote, che vi abitarono senza indossare l'abito, venendo sepolte nel sepolcro comune delle monache. Il monastero fu soppresso nel 1866 e i beni furono incamerati dal fisco, ma le monache lo occuparono fino al 1910. La chiesa presenta una facciata divisa in due livelli, di cui il secondo arretrato rispetto al primo, riparato da una solida balaustra. In entrambi i livelli si trovano quattro lesene triple, con il portale sormontato da un fregio, per poi terminare con un tetto a salienti decorato da motivi curvilinei e con quattro statue, di cui oggi ne rimangono tre. L'interno è costituito da un'unica navata, affiancata da quattro altari laterali ormai spogli e culminante nell'altare principale, sormontato dalla grata lignea del coro e da una volta a carena di nave che accentua lo slancio verticale. Gli altari sono ornati da un ciclo di cinque dipinti del pittore manduriano Diego Oronzo Bianchi, raffiguranti la "Vergine Addolorata ai piedi della Croce", la "Pentecoste", "San Filippo Benizzi e San Giuliana Falconeri", "La Trinità e la Vergine che concedono la Constitutio dell'ordine dei Servi di Maria" e "San Pellegrino Leziosi". Ad essi si aggiungono le sei statue di Mauro Manieri, quali l'Immacolata, San Giuseppe, gli Arcangeli Michele, Gabriele e Raffaele e l'Angelo Custode.

#### Altre chiese

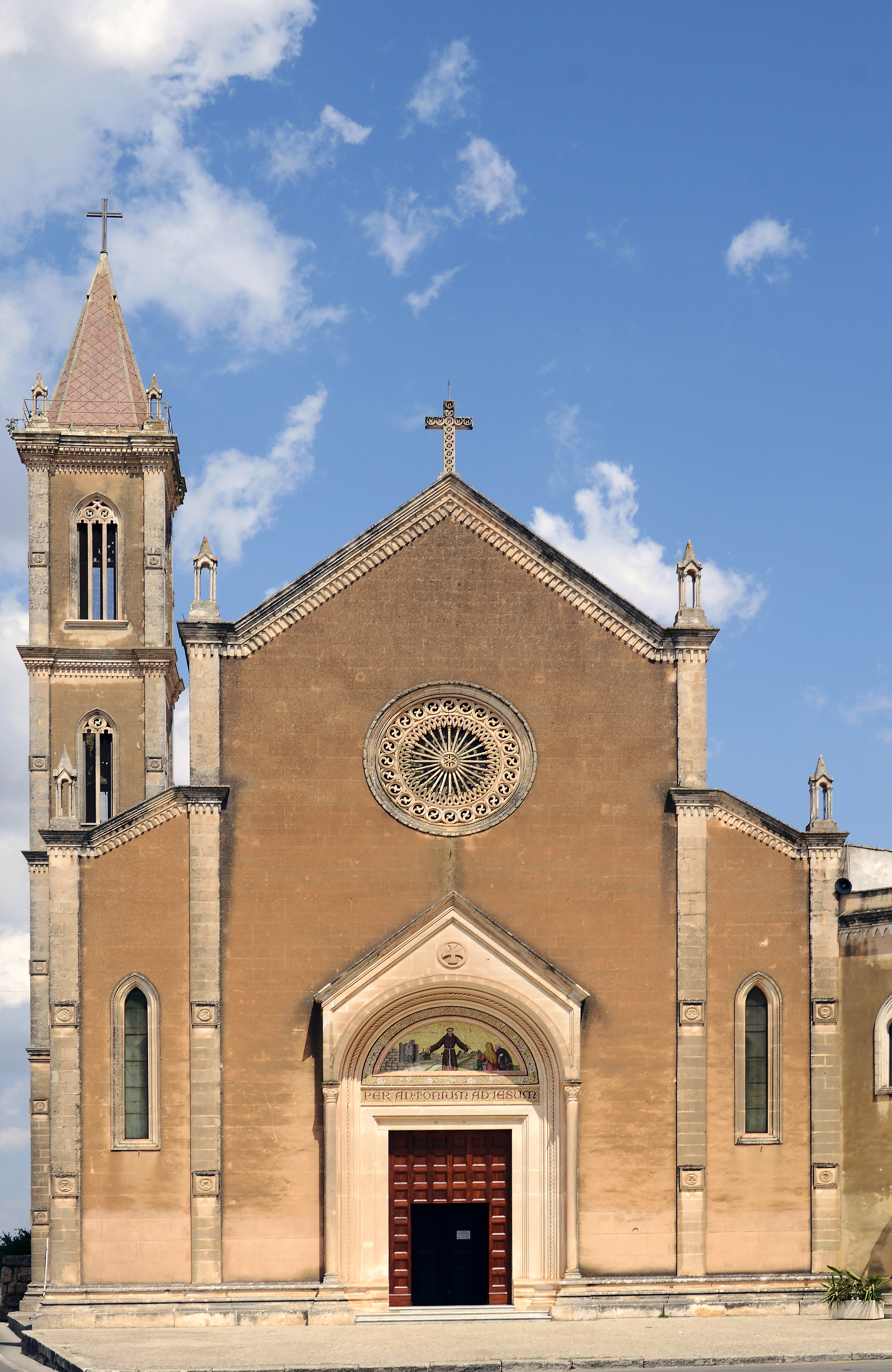
Chiesa di sant'Antonio

- Chiesa di Sant'Antonio (XX secolo). La chiesa di Sant'Antonio da Padova sorge sul sito dell’ex convento dei Cappuccini del quale ha inglobato una navata dell’antica chiesa dedicata alla Natività di Maria, risalente alla seconda metà del XVI secolo che conserva gli originali altari in legno e le tele della stessa epoca. Tra queste tele vi é quella della Madonna del Suffragio (1580) del pittore napoletano Fabrizio Santafede. La nuova chiesa è stata costruita a metà degli anni 1930 in stile neo-gotico su progetto dell’architetto manduriano Leonardo Arnò, è a pianta rettangolare, con navata centrale e due piccole laterali, coro ed abside. Sul lato destro svetta campanile alto circa 42 metri diviso in più piani da cornici. Il piano più alto della torre campanaria presenta quattro trifore (una per lato), quello sottostante quattro bifore, mentre la copertura è costituita da una guglia. La facciata è tripartita da lesene e, nella parte centrale, si apre il portale sormontato da un fastigio a timpano con, all'interno della lunetta, un mosaico raffigurante Sant’Antonio da Padova. Sopra il portale si staglia il grande rosone finemente lavorato. La facciata è completata da cornice a dentelli e da guglie. Nel nuovo convento, sorto insieme alla chiesa negli anni ’30, è racchiuso l’antico convento cappuccino con il suo chiostro.
- Chiesa del Crocefisso dell'Annunziata
- Chiesa di S.Agnese o delle Figlie di Maria
- Chiesa dell'Assunta o della Madonna della Grande
- Chiesa di S.Gemma Galgani
- Chiesa di S.Stefano.
- Cappella della Pietà extra moenia
- Chiesa di Santa Maria del Bagnolo (XIV secolo)
- Chiesa rurale della Madonna Concedi Grazie
- Chiesa di San Pietro in Bevagna (XV secolo)
- Chiesa di Maria Santissima Assunta

#### Calvario

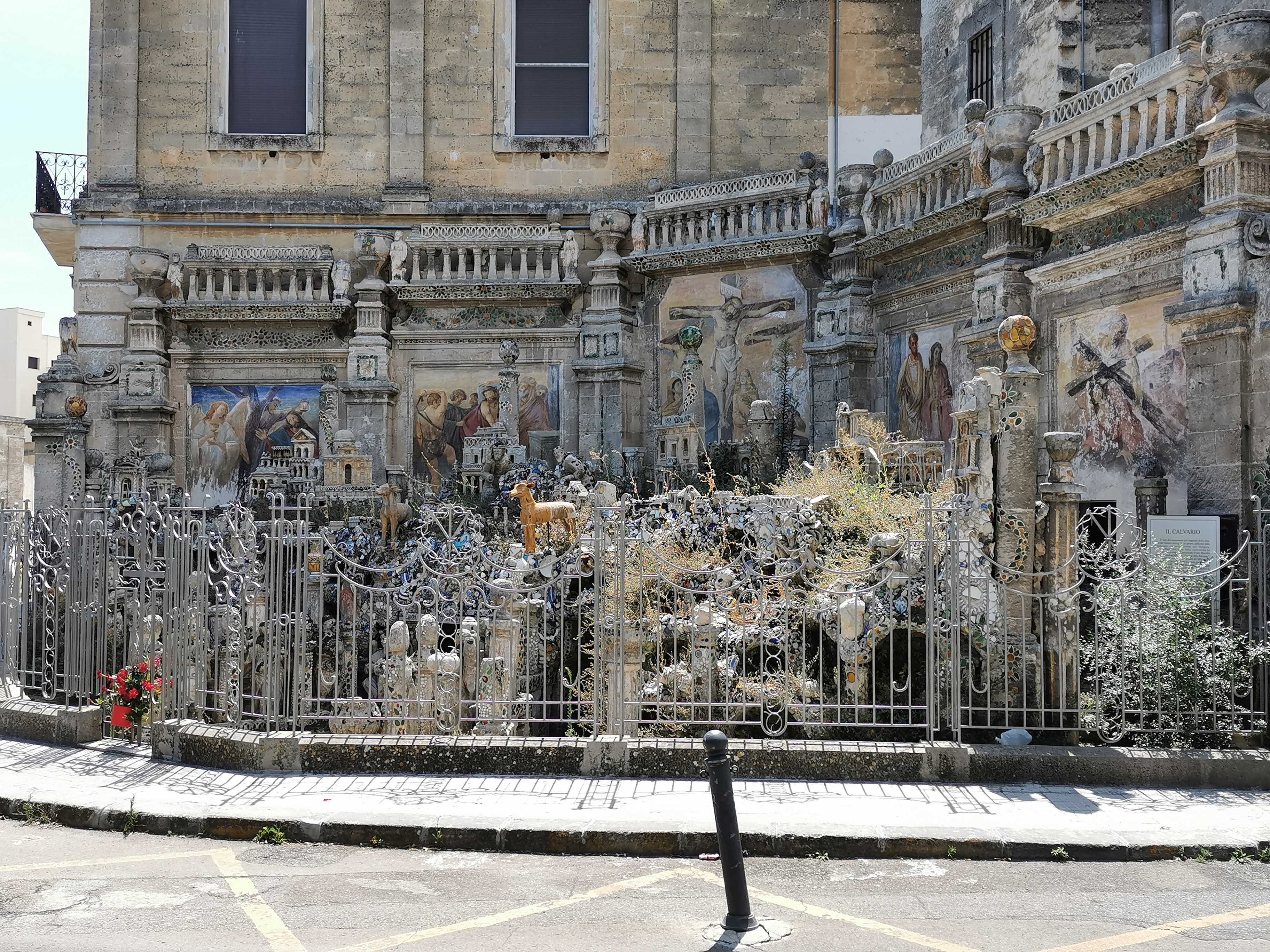
Calvario

È un monumento realizzato nella seconda metà del XIX secolo dal laico professor Giuseppe Renato Greco. Si tratta di una rappresentazione di alcune scene della Passione di Cristo, unica nel suo genere perché realizzata con un gran numero di conchiglie e cocci di ceramica di varie epoche e colori. Il Calvario si trova in via Maruggio 8, nei pressi di piazza Vittorio Emanuele II. Fu proposto nel 1839 da cinque sacerdoti liguorini a ricordo di quando, durante la Quaresima, questi tennero prediche nei luoghi di culto della città. Inizialmente fu elevato un monticello di pietre e terra sul quale furono impiantate cinque grandi croci, ma col tempo i manduriani si resero conto che il monumento era troppo spoglio. Per questo venne incaricato Giuseppe Renato Greco dall'arciprete Marco Gatti. Scelse, quindi, un metodo semplice raccogliendo di casa in casa vecchie stoviglie, ma di valore perché costituisce una testimonianza della produzione ceramica di Manduria e Laterza, per poi usarle come tessere di mosaico, in modo da abbellire il monumento con i colori invetriati delle maioliche.

### Architetture civili

#### Palazzo Imperiali-Filotico

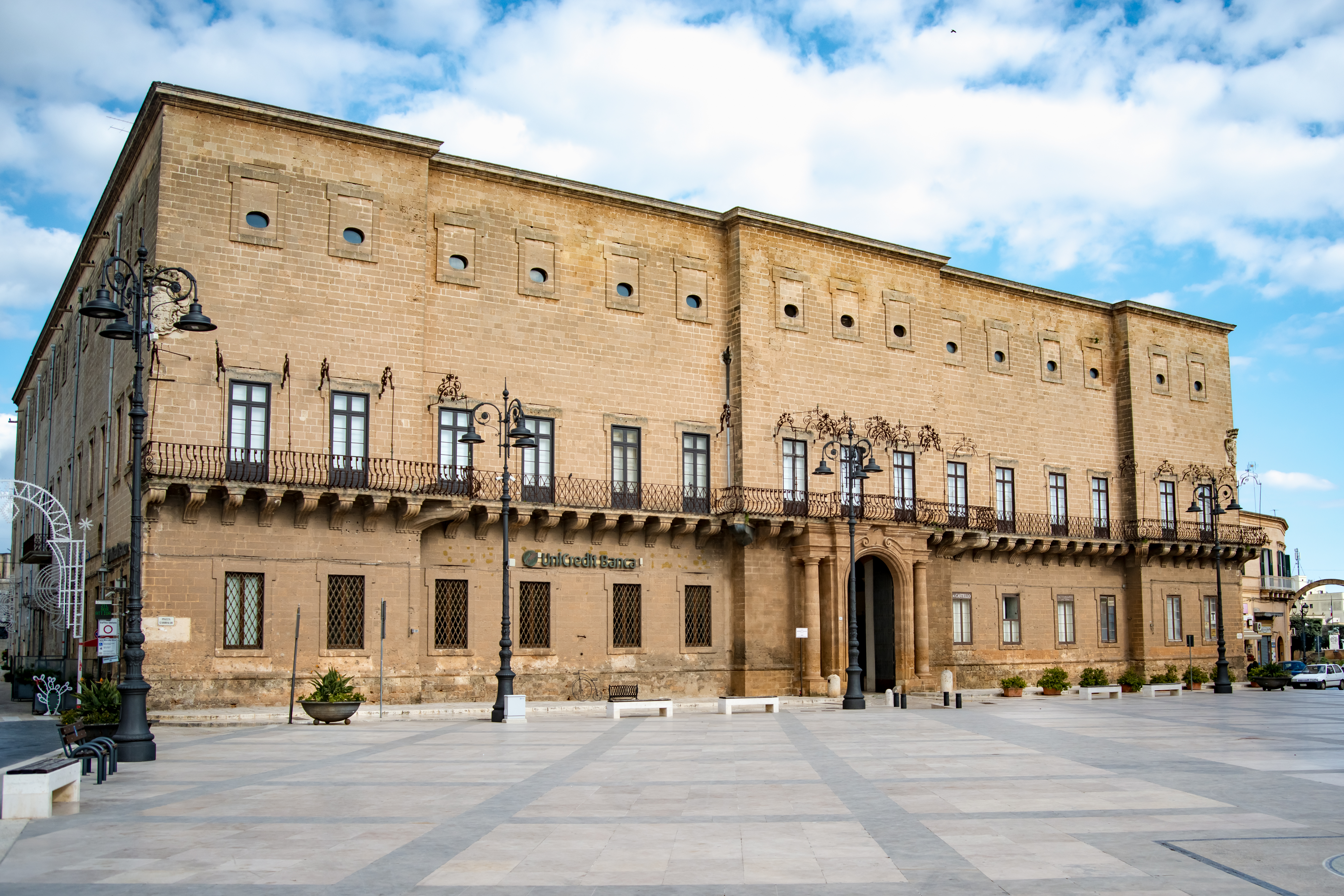
Palazzo Imperiali-Filotico

Sui ruderi del castello medievale fu concepita una nuova residenza principesca da don Michele III Imperiali, feudatario di Casalnuovo nel 1717 come elemento fondamentale di un importante piano di rinnovamento urbanistico della città. Il palazzo è concepito secondo lo schema classico della dimora urbana, a pianta quadrata e isolato sui quattro lati: per lo stile severo ed austero risultano evidenti le caratteristiche di unicità nel panorama del tardo barocco salentino, dal quale esso si discosta decisamente. Interessanti appaiono, invece, le analogie con esempi tardomanieristici romani a cavallo tra XVII e XVIII secolo. L'unica concessione al gusto rococò del tempo è costituita dalla lunga balconata in ferro lavorato "a petto d'oca".

#### Palazzo Corcioli-Giannuzzi

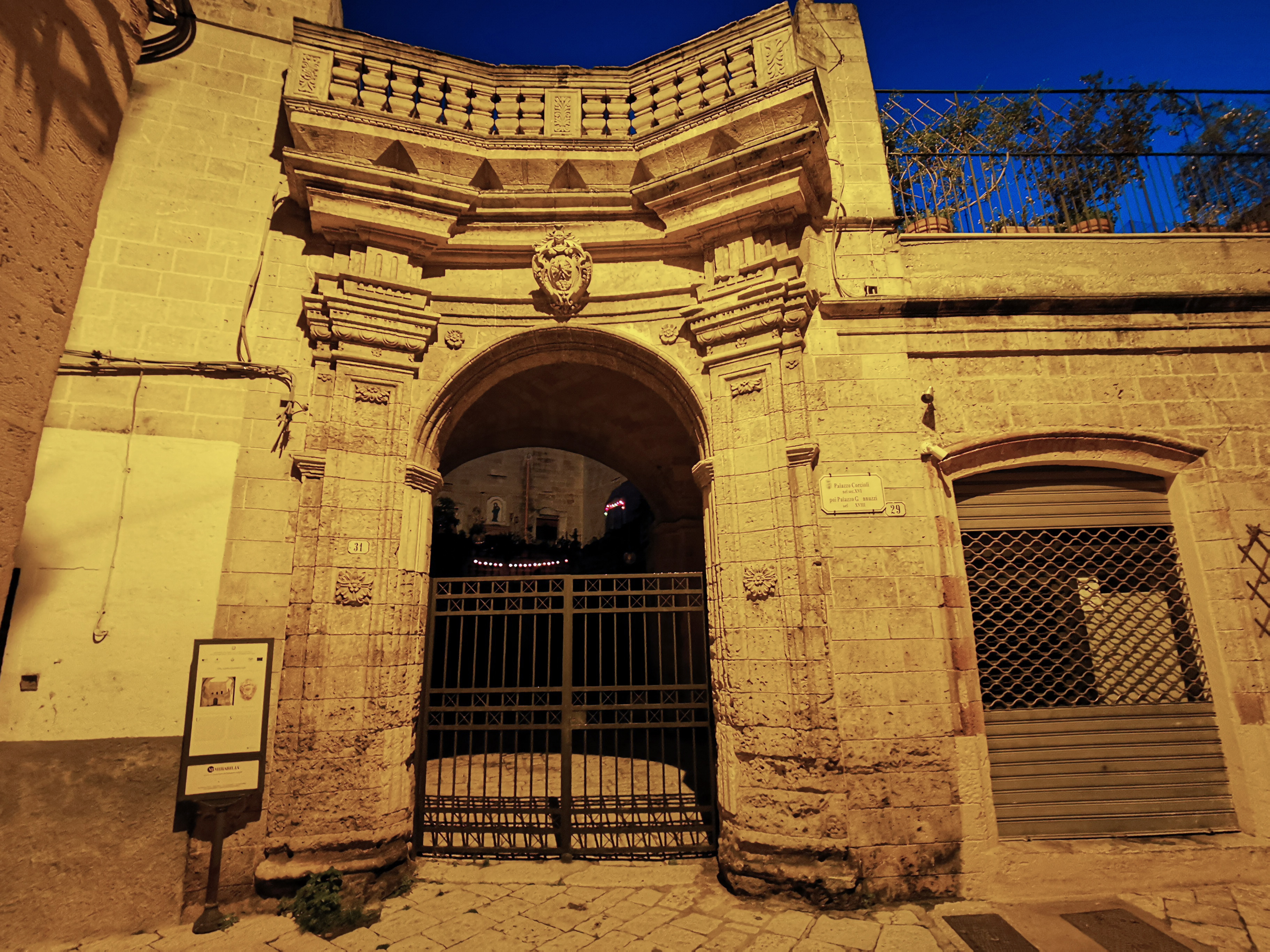
Palazzo Giannuzzi

Noto anche come il "Tuguriu", palazzo Corcioli (marchesi di Trepuzzi), poi Giannuzzi in quanto pervenuto alla nobile famiglia originaria di Francavilla Fontana, è stato costruito probabilmente nel XVI secolo e più volte rimaneggiato. Presenta un imponente portale decorato con motivi fitomorfi, con al centro lo stemma nobiliare e sormontato da una balconata. Da qui un vano voltato a stella precede l'ampio atrio coronato da una balconata, sorretta da mensole decorate. Da un ingresso centrale ad arco si accede al piano superiore, dove è possibile scorgere una nicchia affacciata all'atrio con tracce di affresco di una figura sacra. Su Vico Corcioli si aprono, inoltre, delle finestre con eleganti cornici scolpite.

#### Altre architetture civili

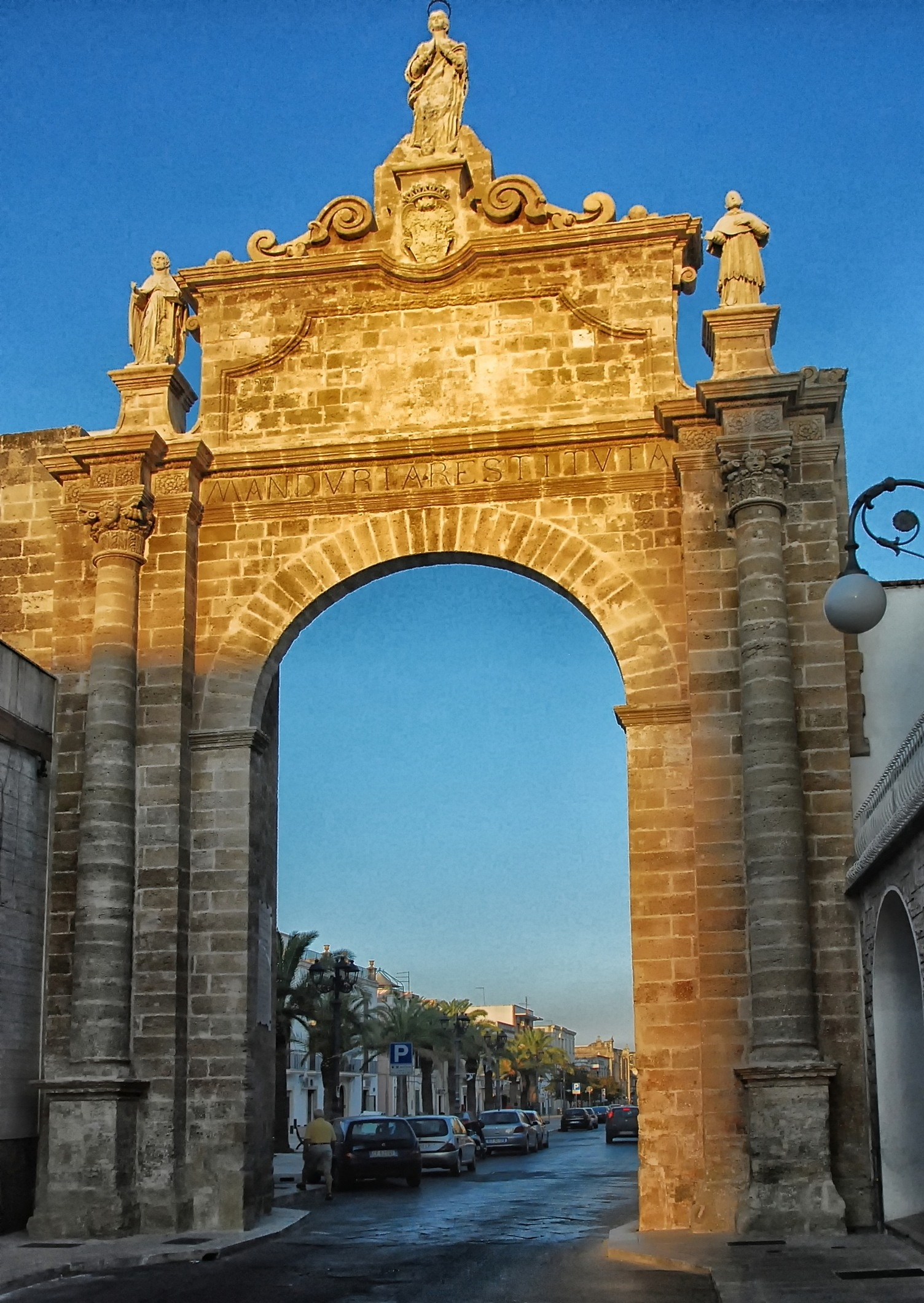
Porta Napoli

- Porta Napoli. Comunemente conosciuta come Porta Sant'Angelo, é sita all'ingresso occidentale della città, sulla strada statale Taranto-Lecce, ed era un tempo attraversata da una diramazione della strada regia delle Puglie che è stata per molti secoli, fino all'età borbonica, un'importante direttrice di viaggio che dall'allora capitale Napoli conduceva verso le Puglie.[29] Costruita probabilmente verso la fine del '500 porta incisa sull'architrave esterna l'iscrizione «MANDVRIA RESTITVTA» per significare, fin da quell'epoca, la volontà della comunità di restituire alla città, allora chiamata Casalnuovo, l'antico suo nome. Le tre statue dei patroni che si vedono sulla porta (l'Immacolata Concezione, S.Gregorio Magno e S.Carlo Borromeo) furono innalzate nel 1665 quando la città fu posta sotto la protezione dell'Immacolata per liberarla dai fulmini e dai temporali che erano molto frequenti.[30]
- Palazzo Bonifacio. L'edificio cinquecentesco adibito a dimora della famiglia dei marchesi Bonifacio, feudatari di Casalnuovo-Manduria, è sopravvissuto solo in parte al terremoto del 1743 ed è possibile ricostruirne l'mponenza originaria e l'estensione attraverso alcuni resti presenti su Via Senatore Lacaita, Vico Carceri Vecchie e Piazza Commestibili. Costruito a nord dell'antico castello normanno (che, in seguito, é stato sostituito dall'attuale Palazzo Imperiale) era ubicato all'interno della cerchia muraria medievale che chiudeva la città. Nel palazzo abitò Dragonetto, poeta, autore di madrigali e figlio del marchese Roberto Bonifacio, il quale vi morì nel 1527 in circostanze misteriose. Lo stile architettonico, visibile nei resti, evidenzia l'influenza dell'architettura catalana diffusasi nel regno meridionale attraverso la Sicilia e poi Napoli. Un ricco portale in stile catalano-durazzesco, oggi murato, si apre su Vico Carceri Vecchie, racchiuso in una cornice rettangolare decorata con motivo a "rosette". Al di sopra sono ancora visibili i resti di una ricchissima loggia di fattura rinascimentale, poi murata, nella quale sono state ricavate due finestre.[31]

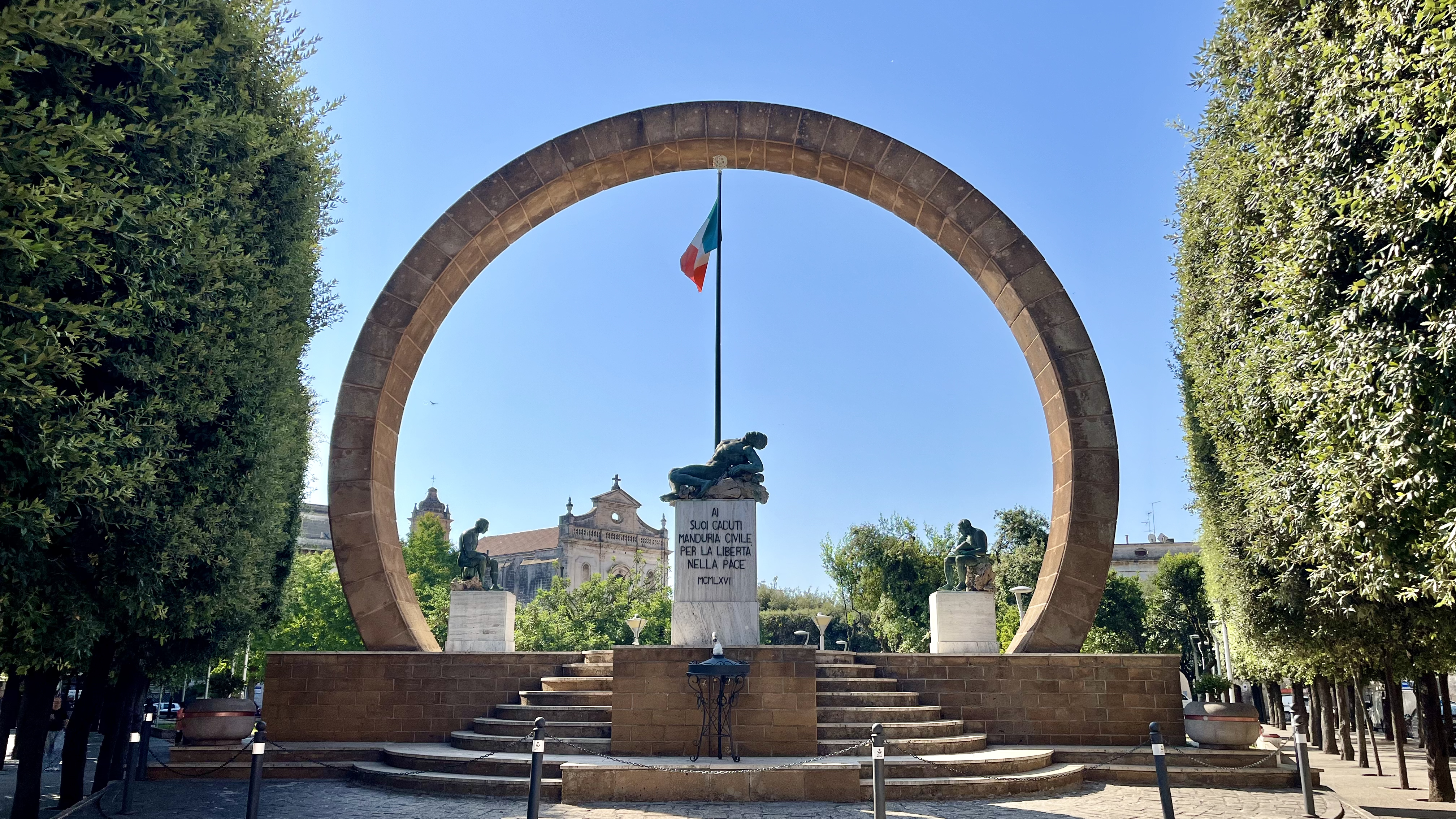
Monumento Caduti

- Palazzo Briganti-Gigli. Si affaccia su Piazza Vittorio Emanuele II e fu costruito nel XVIII sec. in stile tardo barocco. L’edificio si compone di un pian terreno e da un primo piano nobile. All'angolo sud-ovest del palazzo, una parte avanzata del piano terra funge, con la sua copertura cinta da una balaustra in pietra, da terrazzo del primo piano. Sul lato nord un lungo sottoportico consente l'accesso all'antico Vico Corciòli che conduce al centro storico della città. In questa zona è pure ubicato l'ingresso, di fattura cinquecentesca, dell'antica chiesetta della Madonna della Misericordia, con il suo ambiente ipogeo di probabile epoca paleocristiana, che risulta incorporata nel palazzo. La facciata principale è ripartita in cinque sezioni verticali da lesene. Al centro si apre l'ampio portale ad arco policentrico, delimitato da lesene multiple con capitelli di ordine corinzio. Tipicamente barocco é il ricco balcone, con balaustra in ferro a petto d'oca, che sovrasta il portale, sul quale si affaccia la portafinestra centrale del primo piano. Le altre sezioni della facciata sono caratterizzate, al pian terreno, da ingressi con fastigi mistilinei (che hanno sostituito le originarie finestre), a questi corrispondono simmetriche le finestre del piano superiore con lo stesso motivo. Finestre polilobate si aprono sul portale di ingresso, sulla finestra centrale e sopra ogni sezione longitudinale. Nel palazzo visse lo scrittore manduriano Giuseppe Gigli (1862-1921) al quale é dedicata la lapide commemorativa con ritratto apposta sulla facciata.[32]
- Palazzo Primicerj. Attualmente di proprietà Filotico é stato edificato nel XVIII secolo dalla famiglia dei baroni Primicerj nel sobrio stile barocco in cui rientra pure il palazzo dei principi Imperiale. Si tratta di uno stile essenziale, con riferimenti al Rinascimento che caratterizza altre architetture civili della città. In origine si trattava di un edificio a corte, esistente già nel '500 con probabile destinazione agricola, che fu nei secoli successivi ristrutturate ed ampliato per farne una residenza nobiliare. Il prospetto principale é su Piazza Vittorio Emanuele II, all'imbocco di Via per Maruggio, e presenta un monumentale portale con al centro lo stemma gentilizio della famiglia. Il portale é costituito da un arco a tutto sesto e bugne laterali a cuscino, sul quale si apre il balcone centrale con la ricca ringhiera in ferro battuto a petto d'oca.[33]
- Palazzo Gatti. Sito in Corso XX Settembre n.107, fu fatto realizzare dalla famiglia Gatti nel secolo XVIII in uno stile barocco alquanto austero. Il portale é sormontato dal balcone coronato da una balaustra in ferro a petto d'oca nel quale si apre una portafinestra con architrave ad arco carenato. Alla famiglia Gatti appartennero l'abate Marco Gatti, arciprete della Collegiata di Manduria e noto patriota risorgimentale a cui é intitolata la biblioteca civica, nonché il fratello Serafino, monaco scolopio, insegnante di scienze fisiche, matematiche, filosofiche e autore di diverse opere letterarie. A Serafino Gatti é appartenuto l'altro palazzo gentilizio ubicato al civico 33 della via a lui intitolata.[34]
- Palazzo Pasanisi-Dragonetti. Si trova su Corso XX Settembre n.105 e risale al XVIII secolo. Il portale, sormontato dallo stemma gentilizio della famiglia Pasanisi, è ad arco ellittico e sembra sostenere l'imponente balconata con balaustra in pietra che corre lungo l'intera facciata. Al primo piano lungo la balconata si aprono quattro portefinestre coronate da timpani curvilinei spezzati. All'interno vi é una parte più antica risalente al XVI secolo, inglobata nel nuovo edificio.[34]
- Palazzo Pasanisi. Si trova in Corso XX Settembre n.103 ed è l'edificio più vasto, dopo il palazzo Imperiali, presente nella città messapica. Si sviluppa in due blocchi uguali, speculari, provvisti di cortili interni, androni e portali d'ingresso, con corpi avanzati bugnati. Fu costruito a fine '800 occupando parte del vasto giardino già appartenuto al contiguo convento dei Frati minori. Da segnalare i due monumentali scaloni in marmo di Carrara. I pavimenti originari erano in caramica invetriata, le volte interne, prevalentemente a padiglione, sono decorate con carta dipinta.[32]
- Palazzo Schiavoni Carissimo. Sorge nell'omonima via ed occupa uno dei parchi privati più estesi del centro cittadino. Il cortile interno é sufficientemente ampio per la sosta e la manovra delle carrozze. Costruito a fine '800 come residenza della famiglia Schiavoni Carissimo in stile neoclassico, presenta una facciata simmetrica con il portone d'ingresso e l'androne posto in asse nel corpo centrale, corrispondente al salone del primo piano. Il prospetto é con muratura faccia vista, ripartito da lesene con capitelli di ordine ionico. Le volte sono prevalentemente del tipo a padiglione con decorazioni dipinte.[35]
- Palazzo Dimitri. Sito su Corso XX Settembre n.102 è stato costruito a fine '800 in stile neoclassico su uno dei lotti ceduti dal Comune a ridosso della cinta muraria urbana di epoca messapico-medievale. Il prospetto a due piani, con muratura faccia vista, é ripartito da semplici lesene con capitello tuscanico, binate sul corpo centrale, e da cinque portefinestre per piano. L'androne, coperto da volta a botte lunettata, comunica con un cortile interno. Nel giardino retrostante é possibile ammirare il tratto superstite delle mura di cinta messapiche, riutilizzate in età medievale.[36]
- Palazzo Bianchetti
- Palazzo Cagnazzi (XIX secolo)
- Palazzo Pasanisi-Gaetani (XIV e XVIII secolo)
- Palazzo Dimitri (XVI secolo)
- Palazzo Schiavoni (XIX secolo)
- Museo Civico di Manduria, ex Monastero delle Servite
- Museo di Archeologico Manduria, Terra dei Messapi, ex Convento degli Agostiniani
- Monumento CadutiPiazza Vittorio Emanuele II o Villa Comunale. Già Largo Osanna per la presenza di una colonna, l'Osanna appunto, esistente sin dal XVII secolo, sulla quale fu posta una statua dell'Immacolata a ringraziamento dello scampato pericolo, dopo il terremoto del 21 febbraio 1743. Nel 1882 la colonna fu abbattuta per consentire la realizzazione dei giardini pubblici, fatti costruire dall'amministrazione comunale su disegno dell'ing. Giovanni Galeone e voluti dal senatore Nicola Schiavoni, il cui busto (opera dello scultore Tadolini) fu collocato al loro interno dopo la morte del parlamentare. Nei giardini é stato inaugurato nella metà degli anni '60 del secolo scorso il Monumento ai Caduti di tutte le guerre, dello scultore Vitantonio De Bellis e in tempi più recenti il monumento ad Aldo Moro. La dedica sul memoriale ai caduti così recita «Ai suoi caduti Manduria civile per la libertà e la pace – MCMLXVI». L’iscrizione riportata sul Monumento a Nicola Schiavoni é invece la seguente: «A Nicola Schiavoni. gli italiani e concittadini»; mentre sul monumento ad Aldo Moro figurano le iscrizioni «Questo è il tempo di una democrazia integrale […] la stagione dei diritti e delle libertà si rivelerà effimera, se in Italia non nascerà un nuovo senso del dovere […] so che, pur con distorsioni ed errori, avanza nella nostra epoca una nuova umanità, più ricca di valori, più consapevole dei suoi diritti, più impegnata nella vita sociale.»[37]

### Masserie in agro di Manduria
- Masseria Scorcola
- Masseria Abate
- Masseria Pozzo cupo
- Masseria Bagnolo
- Masseria Campo dei Fiori
- Masseria Fellicchie
- Masseria Marchese
- Masseria Marina
- Masseria Piacentini
- Masseria Monsignore
- Masseria Scalella
- Masseria Specchiàrica
- Masseria Surii
- Masseria Cuturi
- Masseria Gianangelo
- Masseria Ruggianello
- Masseria Pozzi
- Masseria Sorani grande
- Masseria Sorani piccola
- Masseria Piacentini
- Masseria Acquasantara
- Masseria Castelli
- Masseria Campanella
- Masseria Maserinò
- Masseria Torre Bianca
- Masseria Marroco
- Masseria Reni
- Masseria Monte
- Masseria Eredità ("Iritati")
- Masseria Nuova
- Masseria Lella
- Masseria Paramonte
- Masseria Trecento tomoli
- Masseria Tostini
- Masseria Pappàfiri (Papaveri)
- Masseria Potenti
- Masseria Campanella
- Masseria Curticàuri
- Masseria la Chianca
- Masseria Skaòni (Schiavoni)
- Masseria Sinfarosa
- Masseria le Fiatte
- Masseria Giustiniani
- Masseria le Monache
- Masseria Sant'Angelo
- Masseria Ripizzata
- Masseria Cicella
- Masseria della Salina
- Masseria Monte
- Masseria Giustiniani
- Masseria del Vento ("Jentu")
- Masseria la Spina
- Masseria Bagnolo
- Masseria Castelli
- Masseria Saette
- Masseria Serpenti
- Masseria Pozzi Cagnazzi
- Masseria la Poverella
- Masseria Barci
- Masseria Santo Stasi
- Masseria Matera
- Masseria Masseriola
- Masseria li Cicci
- Masseria Scapolata
- Masseria Meschinella
- Masseria Cinieri-Ciavarini

### Architetture militari
- La Torre Borraco o Burraco è una torre di avvistamento contro le eventuali incursioni provenienti dal mare (tra cui quelle saracene), situata lungo la costa, ad est del torrente Borraco e ad ovest della frazione San Pietro in Bevagna. Venne costruita nel '500 in territorio di Manduria (all'epoca denominata Casalnuovo) e, più precisamente, nel suffeudo "Comunale" detto pure "Concordato" (v. Catasto Onciario di Manduria del 1756, l'Atlante Sallentino di Giuseppe Pacelli, anno 1803 e, ancora, A.S,Na., Attuari Diversi, fs.205, inc.1: Atti di offerta di F.S. Frammarino per la compra del feudo allodiale di Manduria, già Casalnuovo, "Apprezzo del feudo" redatto dall'ing. F. Viti del 22 febbraio 1804, cc .43v.-59r.).3. Su tutto il litorale comunque ci sono numerosissime altre torri di avvistamento della stessa epoca.
- La Torre delle Saline dei Monaci
- La Torre di San Pietro in Bevagna
- La Torre Colimena

Inoltre, sono presenti anche bunker costruiti durante la seconda guerra mondiale dai soldati italiani e tedeschi per avvistare eventuali sbarchi nemici.

### Siti archeologici

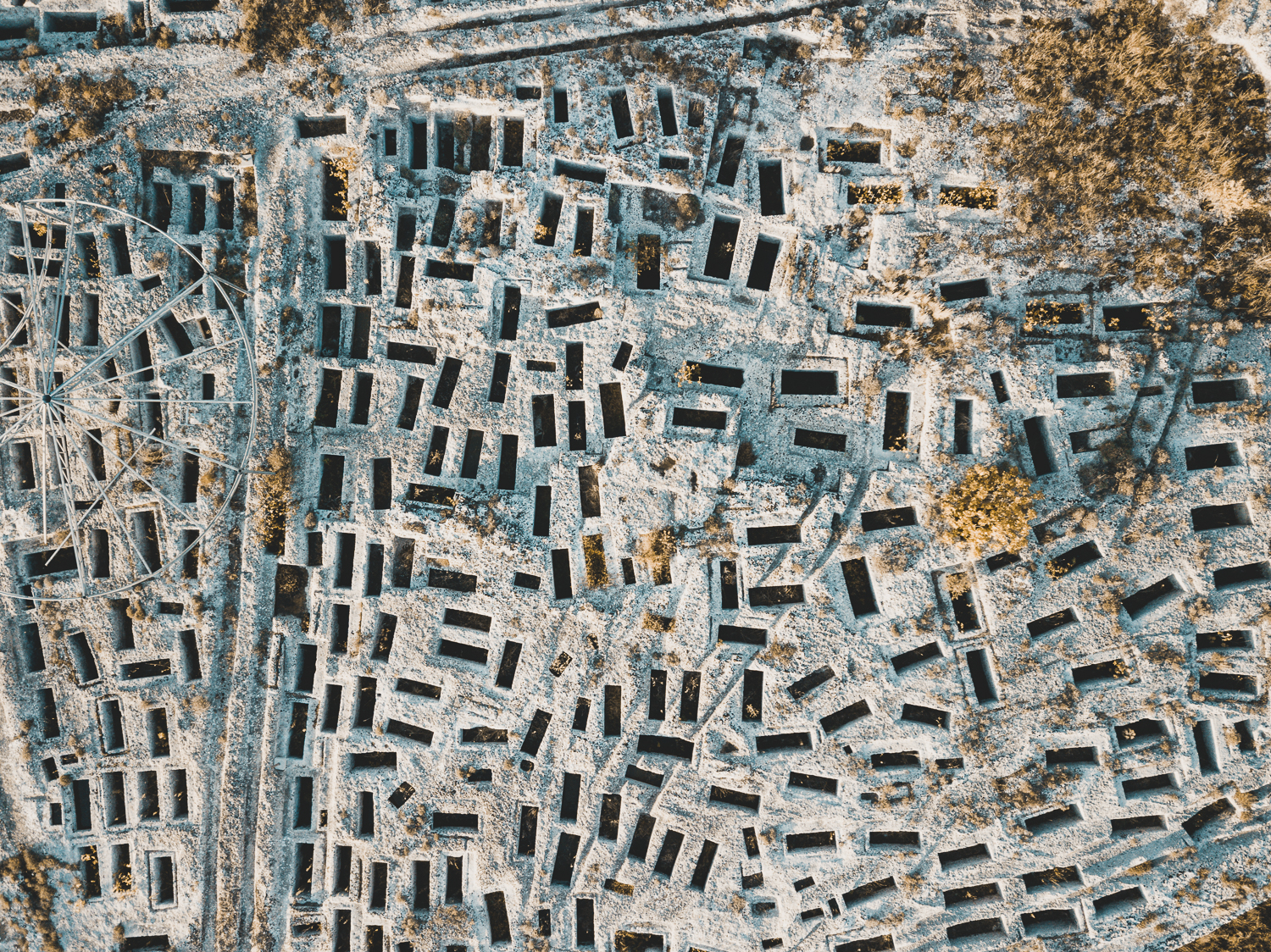
Necropoli messapica

Nell'area a nord-est della città (a ridosso della chiesa di Sant'Antonio) si trova il Parco archeologico delle Mura messapiche, frutto di scavi che hanno portato alla luce la più grande necropoli messapica mai scoperta (circa 2 500 tombe), assieme ad ampi tratti delle tre cerchie murarie (costruite con grandi blocchi di pietra incastrati tra di loro) che fortificavano la città in periodo messapico, il Fonte Pliniano e la chiesa di san Pietro Mandurino. Altra area di rilevante interesse archeologico è quella de "Li Castelli", abbandonata a se stessa, tra Manduria e San Pietro in Bevagna.

#### Fonte Pliniano

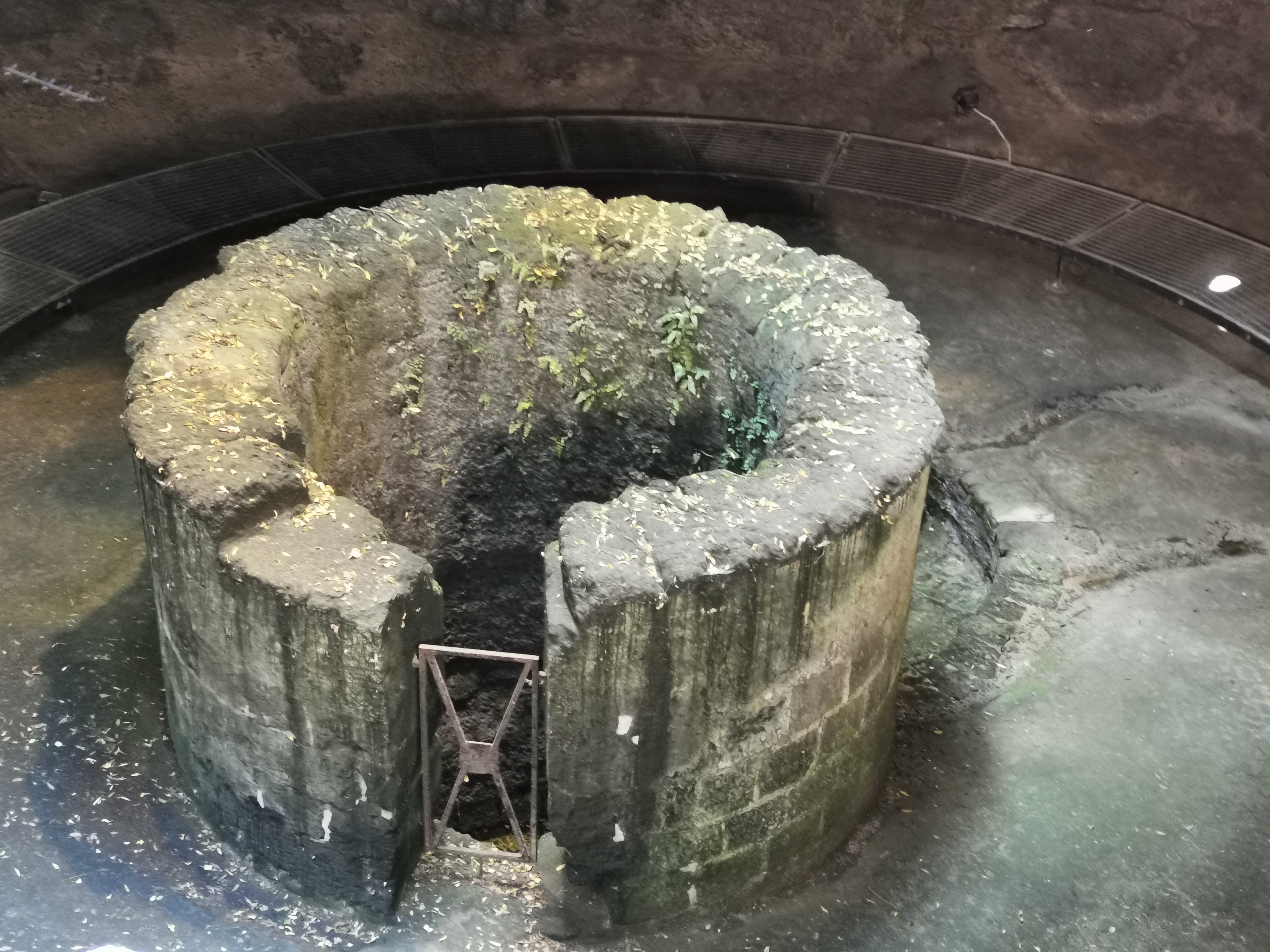
Fonte Pliniano

Nell'area archeologica, immediatamente a sud del convento di Sant'Antonio, sorge il Fonte Pliniano. Risale quasi certamente all'epoca messapica ed è situato nei pressi dell'antico abitato (messapico anch'esso), a poca distanza dalle mura; prende il nome da Plinio il Vecchio, che descrisse il fonte nella sua Historia Naturalis. È una grande caverna naturale di 18 metri di diametro e 8 metri d'altezza, accessibile da una scala a due rampe, con 20 gradini, scavata anticamente nella roccia. Nella volta si apre un lucernario quadrato, parzialmente costituito da grandi blocchi usati in periodo messapico; il punto da cui filtra la luce presenta un muro circolare di accurata fattura (rifacimento successivo di epoca imprecisata). Il fatto più sorprendente, però, è che proprio in quel punto vi mette le radici un mandorlo. All'interno della grotta c'è una vasca, cinta anch'essa da un muro rotondo, dove tuttora scorre l'acqua proveniente dal fonte, dalla stessa sorgente sotterranea che Plinio descrisse con molto stupore: l'acqua, infatti, mantiene sempre costante il suo livello, anche quando veniva anticamente usata per ogni uso dai manduriani. Ciò avviene perché il pavimento della caverna è posto al livello della falda, e quindi l'acqua filtra attraverso la roccia e mantiene il livello inalterato. Il fonte pliniano fu usato dai Messapi come un luogo di culto, dedicato probabilmente ad una divinità delle acque. Plinio il Vecchio (II, 226) afferma testualmente «in Sallentino iuxta oppidum Manduriam lacus, ad margines plenus, neque exhaustis aquis minuitur neque infusis augetur».

### Aree naturali

#### Boschi Cuturi e Rosamarina
Area naturale protetta (individuata il 1997), comprende macchia mediterranea. I boschi Cuturi e Rosamarina sono distese di querce miste a pini e a macchia mediterranea di mirto, mortella, lanterno, pero mandorlino (calaprico, pirascinu), corbezzolo. Tra le piante e i frutti eduli di prato e di macchia abbiamo: i corbezzoli, i mirti, i prugnoli, i sorbi, il ginepro e cetera. Tra le erbe aromatiche: il finocchio selvatico, la menta, il timo, il rosmarino, la salvia, l'origano. Gli animali esistenti — nonostante le gravi alterazioni ambientali provocate dall'uomo — sono: il riccio, il rospo, la lepre, la volpe, la rana, la lucertola, il ramarro, l'orbettino italiano, la donnola, il topo campagnolo, la mosca olearia. Tra gli uccelli troviamo: l'allodola, il tordo, il falco, il barbagianni, la civetta, l'anatra. Gli animali domestici sono ovini, caprini, bovini, suini, equini.

#### Duna costiera e Palude del Conte
Area Naturale Protetta (individuata nel 1997), comprende una zona umida retrodunale nella fascia costiera compresa nei comuni di Manduria, Avetrana e Porto Cesareo (Le).

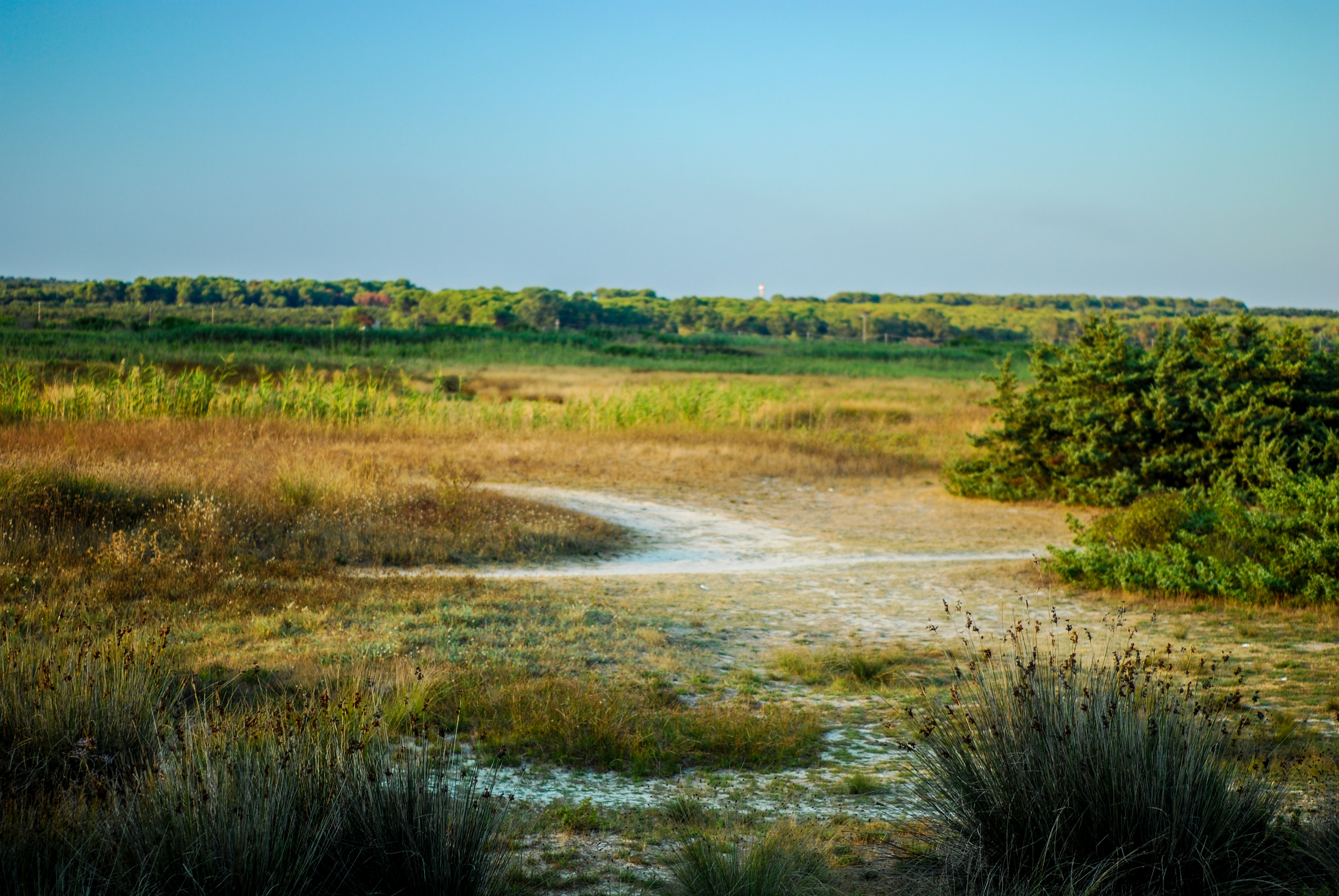
Area Naturale Protetta Palude Del Conte

#### Saline e dune di Torre Colimena

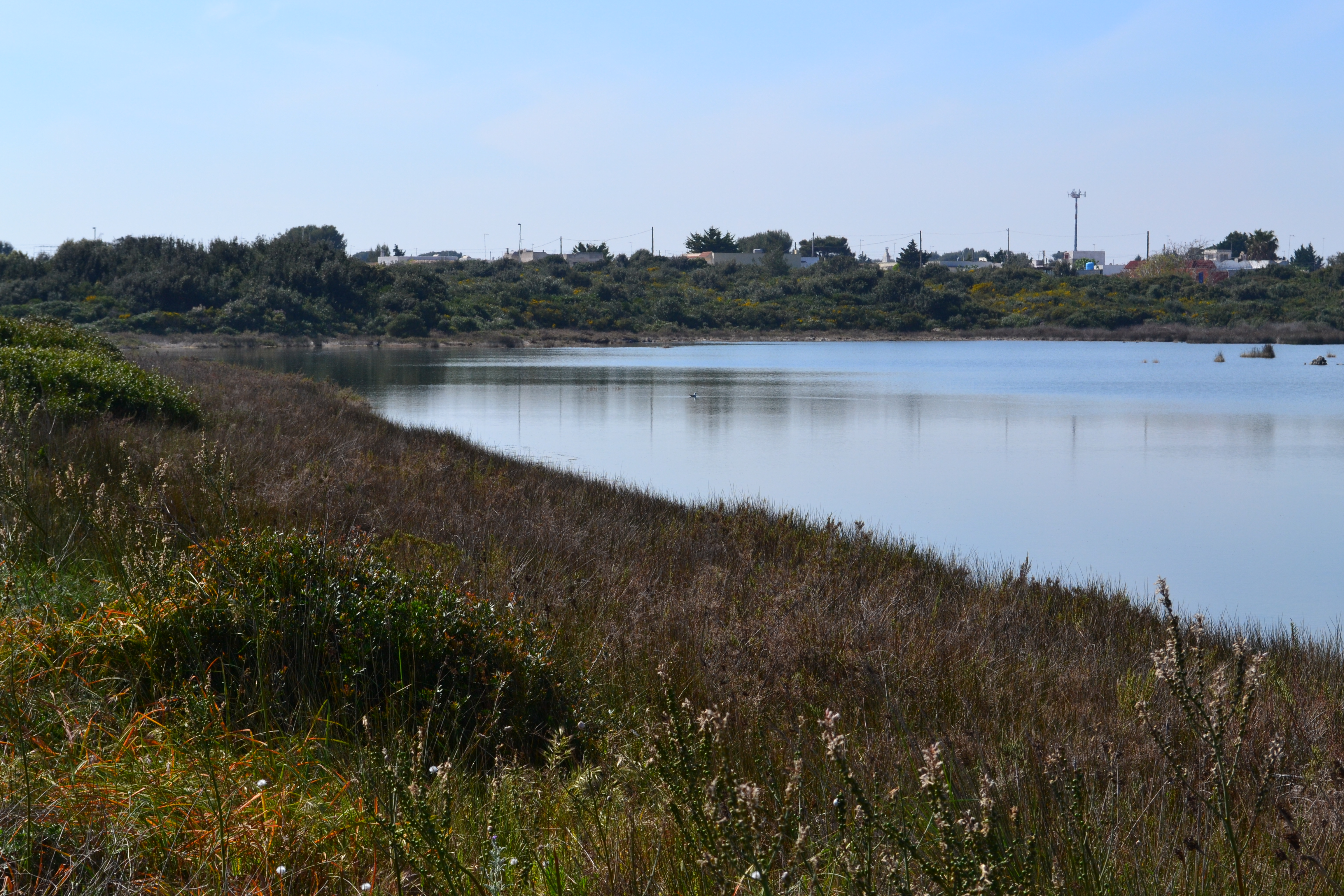
Salina dei monaci

Area Naturale Protetta (individuata nel 1997), comprende la zona costiera con salina artificiale (Salina dei Monaci).

#### Torre Colimena
Località marina sorta attorno all'omonima torre di avvistamento. La zona costiera con dune e salina artificiale è stata individuata dal 1997 come Area naturale protetta.

## Società

### Evoluzione demografica
Abitanti censiti

### Etnie e minoranze straniere
Al 31 dicembre 2023 nel territorio comunale si registravano  1 023 stranieri residenti, pari al 3,27% della popolazione.
Si riportano le nazionalità più rappresentate al 2020: 
- Romania: 206
- Senegal: 131
- Albania: 99
- Germania: 79
- Marocco: 59
- Cina: 48
- Pakistan: 29

### Lingue e dialetti
Il dialetto manduriano è una variante del salentino parlata esclusivamente nel territorio del comune di Manduria. È classificato come facente parte del dialetto salentino settentrionale e perciò è molto influenzato dal dialetto brindisino, ma ha anche notevoli affinità con il dialetto leccese. Alcuni esempi dell'influenza leccese nel dialetto cittadino sono: la preferenza di b al posto di v (anche se questa tende proprio a non essere pronunciata),come anche ad Avetrana, la trasformazione del gruppo -str- tipicamente brindisino al gruppo - sc-: noscia, nuesciu, musciari (mostrare), masciu/mesciu (maestro).

### Tradizioni e folclore
Gli abitanti di Manduria, vengono da tempo denominati Manciacani (mangia cani), la più antica testimonianza di questa pratica è contenuta in un libro dello scrittore e viaggiatore britannico Henry Swinburne, che visitò la città tra il 1777 e il 1780. Altro soprannome dato ai manduriani è Sona Campani cioè "suonatori di campane" per via delle molte chiese e quindi torri campanarie presenti in città, e Senza Filaru, letteralmente "senza filare di vigneto" in quanto molti dei contadini lavoravano le terre dei latifondisti e non proprie.

## Cultura
Biblioteca Comunale "Marco Gatti".
La biblioteca Marco Gatti è ubicata nel vecchio palazzo di città di Piazza Garibaldi, e serve sia con la lettura in sede, sia con il servizio di prestito, numerosi lettori e studiosi. Fu fondata nel 1898 dal senatore Nicola Schiavoni e dal canonico Gregorio Sergi. Il nucleo librario originario fu costituito da gran parte dei volumi dei conventi soppressi, arricchitosi negli anni con varie donazioni. La biblioteca ha una dotazione di 50 000 volumi tra cui 9 incunaboli e 180 cinquecentine, un notevole numero di libri di scrittori locali e salentini, oltre ad alcune edizioni pregevoli di varia cultura fra cui Il costume antico e moderno di tutti i popoli del Ferrario, nella edizione di Milano, Antiquitates Italicae medii aevi di L. A. Muratori. È dotata di un cospicuo fondo di manoscritti di studiosi locali costituito da carteggi e documenti diversi e da operette di cronisti locali, utili per la conoscenza del territorio di Terra d’Otranto. Spiccano tra le preziosità il Librone magno delle famiglie mandurine iniziato nel 1572 dall’arciprete Lupo Donato Bruno, documento definito dallo storico G. De Lille unico esemplare al mondo che contiene le genealogie delle famiglie dalla fine del 1400 al 1700 con l'aggiunta di numerose note degli autori, che costituisce uno spaccato economico, sociale ed antropologico della realtà dell’epoca. Vi sono ancora gli Status animarum dal XVII al XIX sec., autentici censimenti che il parroco eseguiva nel passato; l'Atlante Salentino di Giuseppe Pacelli (1763-1811), geografo e poligrafo mandurino, opera acquerellata a mano rimasta inedita che riguarda il territorio salentino suddiviso in diocesi.

### Media

#### Radio e televisione
Ha sede a Manduria, Rete Uno Network emittente delle province di Taranto e Brindisi. Dal 1987 la radio trasmette sui 92,100 MHz e in streaming. Ogni domenica l'emittente trasmette in diretta le radiocronache delle partite di calcio del Manduria Sport.
Altra emittente radio manduriana è Radio Rama, la quale trasmette sui 96,5 MHz e 99,00 MHz ed in streaming live.
Negli anni '70 un imprenditore di Manduria, Carmelo Quaranta, fondò qui una delle prime radio e televisioni libere d'Italia, RTM - Radio Tele Manduria.

#### Stampa
I giornali locali più noti sono: Lu Nuesciu, La Voce di Manduria, Manduria Oggi, CiakSocial, Casalnuovo il Giornale di Manduria e l'Accademia dei Culacchi (Satira Locale).

### Musica
Negli anni 1960 nel teatro Candeloro, si teneva il "Festival dei Messapi".

### Fiera pessima
Secondo la tradizione, le sue origini risalirebbero al periodo tra il XIV e XV secolo, quando la regina di Napoli Giovanna II d'Angiò (1371-1435), ne avrebbe accordato lo svolgimento tra il primo ed il quindicesimo giorno del mese di ogni anno.
La prima documentazione scritta, tuttavia, risale ad un Regio Decreto datato 1742, con il quale la data di conclusione fu anticipata al 12 marzo, per il ricorso dei comuni di Lecce e di Ostuni, che tenevano le loro fiere il 15 marzo. Un altro decreto datato 1832, posticipò la data di inizio al 9 marzo (come attestato da un manifesto dell’epoca custodito presso la biblioteca comunale di Manduria.), per poi stabilirsi definitivamente al 7 marzo dell’epoca moderna.
La denominazione di Fiera Pessima è da far risalire invece agli inizi del XIX secolo (come attestato dai documenti ufficiali custoditi presso l'archivio comunale di Manduria), e varie sono le ipotesi avanzate dagli studiosi di tradizioni locali per motivare questa denominazione: la più verosimile ed accettata appare quella legata alle condizioni meteorologiche, non di rado inclementi durante il periodo di svolgimento della manifestazione, meno attendibile è invece quella riferita agli esigui guadagni ottenuti dai mercanti, anche a causa delle avversità atmosferiche.
Un’altra ipotesi, riferita dal sacerdote manduriano Don Tommaso Quero nel 1939, farebbe risalire tale denominazione al lamento di Giacobbe cantato in latino, ascoltato dai visitatori di ritorno dalla fiera nella chiesa di San Gregorio, quando la terza domenica di Quaresima coincideva con il periodo espositivo: «Fera pessima devoravit filium meum Joseph» (che tradotto in italiano significa "Una belva feroce ha divorato mio figlio Giuseppe").

## Geografia antropica

### Suddivisioni storiche

#### Quartieri Centro
- Quartiere cittu-cittu (1150 ab.)
- Barci (4346 ab.)
- Barco (3892 ab.)
- Santa Gemma ex Napoli piccolo (3795 ab.)
- Giannuzzi (2446 ab.)
- Sant'Antonio (4564 ab.)
- Sice (2867 ab.)
- Campo Dei Fiori (1893 ab.)
- La Creta (2376 ab.)
- Zona Industriale
- Zona Matera
- Quartiere Don Bosco (circa 9000 ab.)

### Frazioni
Le frazioni principali del comune di Manduria sono Uggiano Montefusco, Campo dei Messapi, San Pietro in Bevagna, Specchiarica e Torre Colimena.
Queste sono molto differenti tra di loro poiché mentre Uggiano Montefusco è una località di residenza, San Pietro in Bevagna e Torre Colimena sono delle località balneari, importanti per l'economia del comune.

## Economia
L'economia di Manduria è basata per la maggior parte sull'agricoltura ed in particolare sulla produzione del vino Primitivo di Manduria DOP (Primitivo di Manduria DOC e Primitivo di Manduria dolce naturale DOCG) dell'olio DOP; Il Pomodorino di Manduria; Il Carosello di Manduria. Nel 2024 la località di San Pietro in Bevagna ha ottenuto il riconoscimento Bandiera blu.

### Turismo
La città è nota come "città dei Messapi" e del "vino Primitivo".

## Infrastrutture e trasporti

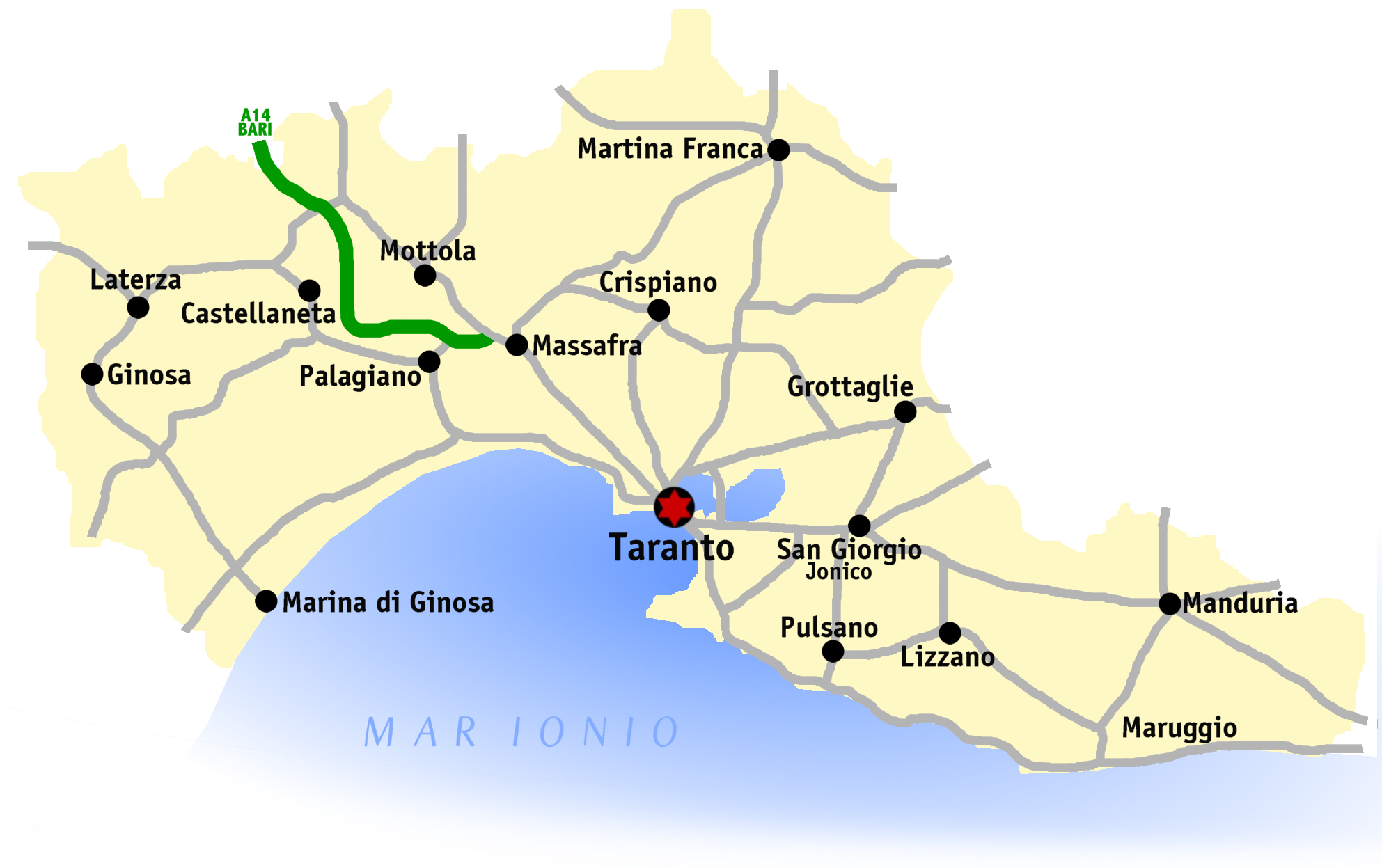
Collegamenti della Provincia di Taranto

### Strade
I collegamenti stradali principali sono rappresentati da:
- Strada statale Appia da e per Brindisi.
- Strada statale Salentina tra Taranto e l'Adriatica, che corre lungo la costa.

### Ferrovie

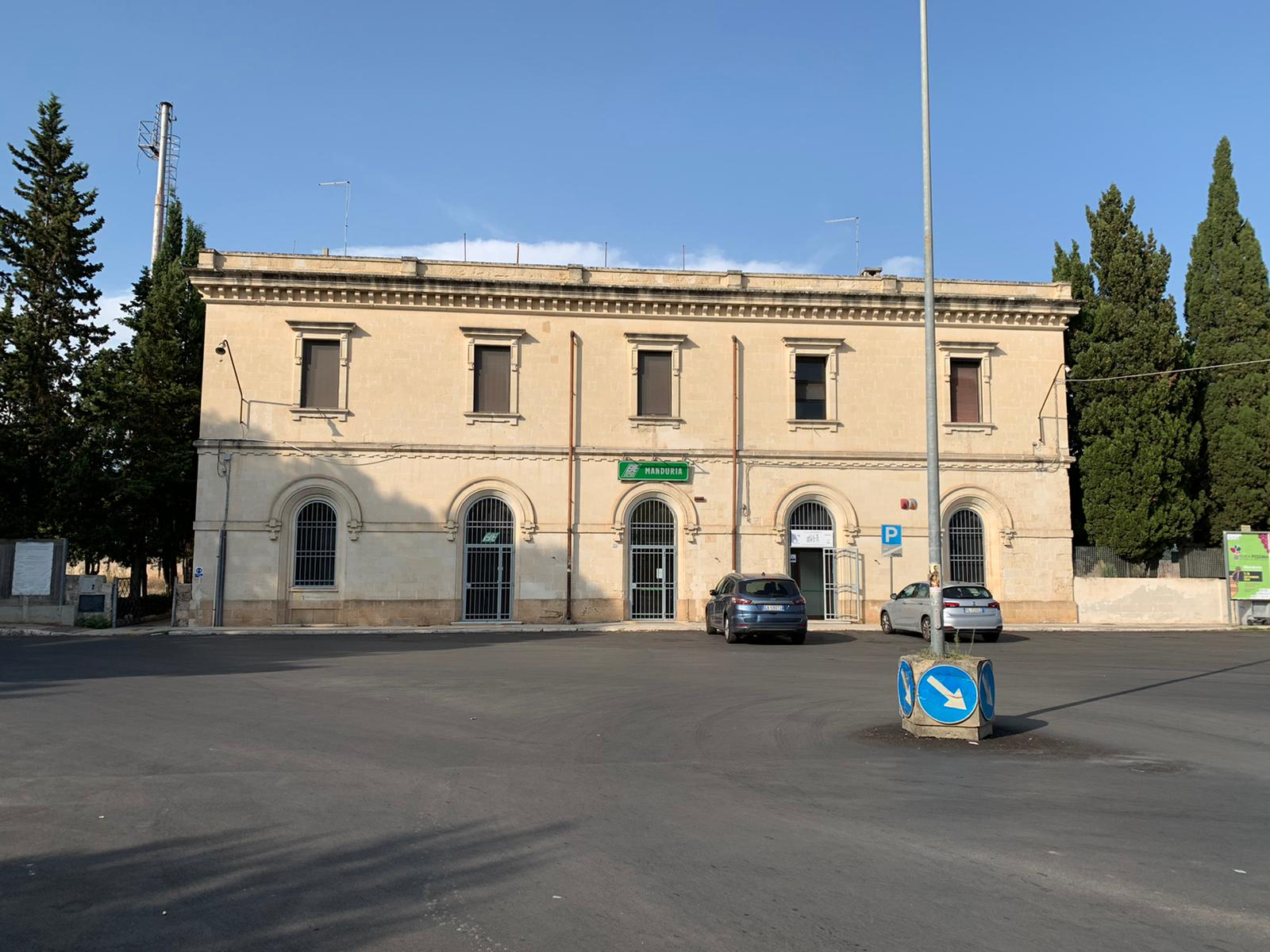
Stazione ferroviaria di Manduria

La città ha una stazione ferroviaria posta sulla linea Martina Franca - Lecce delle Ferrovie del Sud Est con collegamenti verso tutte le località servite dalla linea jonica e salentina.

### Aeroporti
La città fino pochi anni dopo la seconda guerra mondiale disponeva di un vero e proprio aeroporto militare, utilizzato negli anni a seguire solo per esercitazioni. Nel 2011 lo Stato Italiano seleziona questa area come principale per allestire una tendopoli da destinare a Centro di Prima Accoglienza e Smistamento per i profughi Libici e Tunisini, sbarcati in gran numero a Lampedusa, poi trasferiti appunto dapprima a Manduria.
Adiacente alla zona demaniale è presente dal 1984 l'aviosuperficie di Manduria denominata "Aerotre", scalo avioturistico, Aero Club federato e scuola di volo.

### Mobilità urbana
La Sogin (SITA) garantisce un servizio di trasporto pubblico urbano all'interno della città stessa per tutti i quartieri. Inoltre garantisce il collegamento della città con altre città di notevole importanza, quali la capitale Roma, ma anche Torino e Firenze.

## Amministrazione
| Periodo          | Periodo          | Primo cittadino                                 | Partito                                                    | Carica                    | Note   |
| ---------------- | ---------------- | ----------------------------------------------- | ---------------------------------------------------------- | ------------------------- | ------ |
| 20 novembre 1994 | 29 novembre 1998 | Gregorio Pecoraro                               | Partito Democratico della Sinistra Democratici di Sinistra | sindaco                   |        |
| 29 novembre 1998 | 18 giugno 2001   | Gregorio Pecoraro                               | Democratici di Sinistra                                    | sindaco                   |        |
| 18 giugno 2001   | 27 maggio 2002   | Paola Galeone                                   |                                                            | commissario straordinario |        |
| 27 maggio 2002   | 11 novembre 2004 | Antonio Calò                                    | Forza Italia                                               | sindaco                   |        |
| 11 novembre 2004 | 4 aprile 2005    | Paola Galeone                                   |                                                            | commissario straordinario |        |
| 4 aprile 2005    | 21 ottobre 2009  | Francesco Massaro                               | Democratici di Sinistra Partito Democratico                | sindaco                   |        |
| 21 ottobre 2009  | 29 marzo 2010    | Giovanni D'Onofrio                              |                                                            | commissario straordinario |        |
| 29 marzo 2010    | 19 aprile 2012   | Paolo Tommasino                                 | Il Popolo della Libertà                                    | sindaco                   |        |
| 19 aprile 2012   | 27 maggio 2013   | Aldo Lombardo                                   |                                                            | commissario straordinario |        |
| 27 maggio 2013   | 17 ottobre 2017  | Roberto Leonardo Massafra                       | lista civica                                               | sindaco                   |        |
| 17 ottobre 2017  | 27 aprile 2018   | Francesca Adelaide Garufi                       |                                                            | commissario straordinario |        |
| 27 aprile 2018   | 5 ottobre 2020   | Luigi Cagnazzo Vittorio Saladino Luigi Scipioni |                                                            | Commissione Straordinaria | [ 59 ] |
| 5 ottobre 2020   | in carica        | Gregorio Pecoraro                               | Lista Civica di centro sinistra                            | sindaco                   |        |

## Sport

### Calcio
A Manduria il calcio è rappresentato dall'Unione Giovanile Manduria Sport e dall'ASD Don Bosco Manduria, militanti rispettivamente nel Girone B della Eccellenza Puglia e nel Girone B della Prima Categoria Pugliese.

### Basket
Sono presenti anche quattro società di basket: 
- la Società Vis Nova Messapica Basket Manduria, fondata dall'ex giocatore del San Severo Ignazio Dinoi e allenata dall'ex giocatrice del San Pietro Vernotico Claudia Giangrande, che attualmente vanta solo un settore giovanile, ma che ha militato per anni in serie d,
- l'ASD Real Basket Manduria una società in ascesa, composta dalla sola prima squadra che da quest'anno milita nel campionato di promozione pugliese,
- la "DOGS Basket Manduria" una società di recente costituzione, nata dalla volontà di alcuni ragazzi. Nata nel 2016, partecipa al suo primo anno nel campionato Open CSI della provincia di Taranto classificandosi al secondo posto.
- l'ASD Thunderstruck Manduria nata nel 2015, ha partecipato a due campionati CSI e dal 2017 parteciperà al campionato SENIOR ACSI.[senza fonte]

### Impianti sportivi

#### Stadio comunale "Nino Dimitri"
Lo stadio comunale "Nino Dimitri" è stato inaugurato il 10 giugno 2001 ed intitolato alla memoria dell'omonimo presidente. Lo stadio può ospitare 1 000 spettatori ed è strutturato in: Tribuna centrale ovest, Tribuna laterale, Gradinata scoperta, Parterre, Gradinata est, Tribuna stampa. L'impianto è utilizzato dalle due società calcistiche locali.